# LeBron James
LeBron Raymone James Sr. (Akron, 30 dicembre 1984) è un cestista statunitense, professionista nella NBA con i Los Angeles Lakers.
Conosciuto anche con l'acronimo LBJ e con vari soprannomi tra cui The kid from Akron (Il bambino da Akron), King James (Re James) e The Chosen One (Il prescelto), è considerato uno dei migliori giocatori di basket di tutti i tempi.
Oltre ad essere in testa alla classifica dei miglior marcatori NBA (detenendo il record di partite da 10 punti, 20 punti e 30 punti nella stagione regolare), è primo per tiri tentati totali, primo per minuti giocati totali, secondo per tiri segnati totali, secondo per partite giocate totali, terzo per partite vinte totali, quarto per assist totali, quinto per triple-doppie, sesto per palle rubate totali e settimo per triple segnate. È il primo giocatore NBA a raggiungere almeno 40.000 punti, 10.000 rimbalzi e 10.000 assist totali nella stagione regolare e uno dei tre giocatori, insieme a Kevin Garnett e Karl Malone, ad essere nelle classifiche dei migliori 100 giocatori NBA di tutte le statistiche principali (punti, rimbalzi, assist, palle rubate, e stoppate). È uno dei quattro giocatori ad aver segnato almeno 10.000 punti con due franchigie diverse (insieme a Kareem Abdul-Jabbar, Carmelo Anthony e Elvin Hayes), uno dei due giocatori ad aver segnato almeno 20.000 punti e 10.000 punti per due franchigie differenti (Cleveland Cavaliers e Los Angeles Lakers) insieme a Kareem Abdul-Jabbar ed è anche l'unico giocatore nella storia NBA ad aver segnato, nella stagione regolare, almeno 7.000 punti con 3 squadre diverse (Cleveland Cavaliers, Miami Heat e Los Angeles Lakers). È l'unico giocatore ad aver mantenuto una media di almeno 25 punti a partita per 20 stagioni consecutive, oltre ad essere il giocatore con più All-NBA Team (21) e con più All-NBA Team consecutivi (21). Detiene il record di All-NBA First Team (13), ed in più è l'unico ad essere stato inserito per 11 volte consecutive nell'All-NBA First Team insieme a Karl Malone. Inoltre è il giocatore con più apparizioni all'NBA All Star Game (21), ottenute tutte consecutivamente. È uno dei 4 giocatori nella storia NBA a vincere almeno 1 MVP della stagione regolare con 2 squadre (insieme a Kareem Abdul-Jabbar, Wilt Chamberlain e Moses Malone), oltre a essere l’unico cestista insieme a Kareem Abdul-Jabbar ad aver vinto almeno 2 MVP della stagione regolare con 2 squadre (2 con i Cleveland Cavaliers e 2 con i Miami Heat per LeBron James, 3 con i Milwaukee Bucks e 3 con i Los Angeles Lakers per Kareem Abdul-Jabbar).
Ai playoffs detiene vari record tra cui quello di: minuti giocati, partite giocate, partite vinte, tiri tentati, tiri segnati, tiri liberi tentati, tiri liberi segnati, punti segnati, palle recuperate e palle perse; oltre ad essere secondo per assist totali, secondo per triple-doppie, terzo per doppie-doppie, terzo per triple segnate, quarto per rimbalzi totali e nono per stoppate totali, diventando così l'unico nella storia dei playoff NBA ad avere almeno 8.000 punti, 2.500 rimbalzi e 2.000 assist. Inoltre, è l'unico giocatore a guidare entrambe le squadre in tutte le 5 statistiche principali (punti, rimbalzi, assist, palle rubate e stoppate) in una serie di Playoff (NBA Finals 2016, Cleveland Cavaliers vs Golden State Warriors)..
Nelle NBA Finals è il secondo miglior marcatore (1.562 punti) dopo Jerry West (1.679 punti), primo per triple-doppie, secondo per assist totali, secondo per triple segnate, secondo per palle rubate totali, quarto per rimbalzi totali, sesto per stoppate totali, diventando così il primo (e unico) giocatore nelle Finals NBA ad avere almeno 1.500 punti, 500 rimbalzi e 400 assist. È quarto parimerito con Jerry West per partite giocate (55); dopo Bill Russell (70), Sam Jones (64) e Kareem Abdul-Jabbar (56); l'unico a superare le 45 partite NBA Finals dal 1990 in poi, oltre a essere uno dei soli 4 cestisti a raggiungere 10 partecipazioni alle NBA Finals (insieme a Bill Russell, Sam Jones e Kareem Abdul-Jabbar), l'unico nella storia NBA ad aver concluso una serie di NBA Finals con un tripla doppia di media (NBA Finals 2017), l'unico giocatore NBA dal 1966 a partecipare a 8 edizioni consecutive delle NBA Finals (2011-2018), l'unico nella storia NBA ad aver vinto il premio MVP delle finali con 3 squadre diverse (Cleveland Cavaliers, Miami Heat e Los Angeles Lakers) e uno dei 3 cestisti a vincerlo con almeno due squadre diverse insieme a Kareem Abdul-Jabbar e Kawhi Leonard.
È quarto per media punti a partita (27,06) nella stagione regolare (almeno 1000 partite); dopo Michael Jordan (30,12), Wilt Chamberlain (30,06), e Kevin Durant (27,33); ed è quarto per media punti a partita (28,45) anche nei Playoff NBA (almeno 100 partite); dopo Michael Jordan (33,45), Kevin Durant (29,41) e Jerry West (29,13).
Insieme a Vince Carter è il giocatore più longevo nella storia della lega (22 stagioni).
Prima scelta assoluta al Draft NBA 2003 e nominato Rookie dell'anno nel 2004, ha vinto quattro titoli NBA (due con i Miami Heat, uno con i Cleveland Cavaliers e uno con i Los Angeles Lakers) e altrettanti premi come MVP della stagione regolare e delle finali. Con la Nazionale statunitense ha partecipato a quattro Olimpiadi, vincendo la medaglia di bronzo ai Giochi di Atene 2004 e la medaglia d'oro a Pechino 2008, Londra 2012 e Parigi 2024.

## Biografia
James è nato il 30 dicembre 1984 ad Akron, Ohio, da Gloria Marie James, che aveva 16 anni al momento della sua nascita. Suo padre, che si vocifera sia Anthony McClelland, non è stato coinvolto nella sua vita: LeBron è infatti cresciuto da solo con la madre Gloria, mentre la figura del padre è avvolta nel mistero (di lui si sa solo che fu compagno, ai tempi del liceo, della donna); il non aver mai conosciuto il genitore è stato, per voce dello stesso James, una motivazione a migliorarsi costantemente. Ha due figli e una figlia nati dalla relazione con la sua fidanzata del liceo, Savannah Brinson, con cui è convolato a nozze il 14 settembre 2013 a San Diego: il primogenito, LeBron Jr., è nato il 6 ottobre 2004; il secondo, Bryce Maximus, il 14 giugno 2007, e l'ultimogenita, Zhuri, il 22 ottobre 2014. LeBron ha origini africane, nativo americane e greca.
James ha stipulato contratti di sponsorizzazione con diverse multinazionali tra le quali Nike, Sprite, Glaceau, Bubblicious, Upper Deck, McDonald, State Farm, Dunkin' Brands e Audemars Piguet; il suo primo contratto con la Nike valeva quasi 90 milioni di dollari e il rapporto con il brand dell'Oregon si è consolidato ancora di più nel 2015, quando le due parti hanno deciso di sottoscrivere un contratto che legherà James a vita con l'azienda e che secondo alcune stime porterà all'atleta un guadagno di un miliardo di dollari.

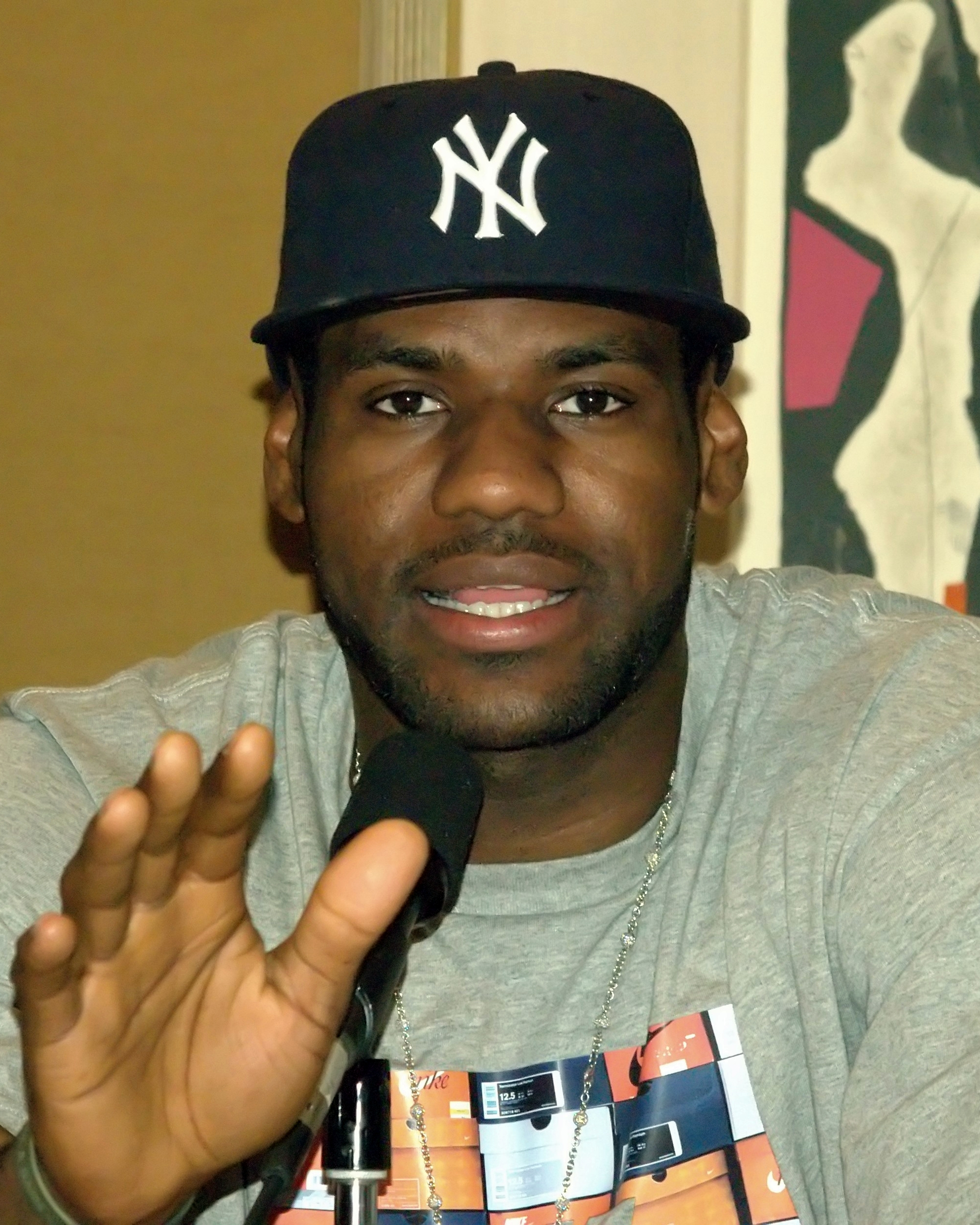
Lebron James nel 2010

Nel marzo 2008 è diventato il primo uomo di colore e il terzo in generale (dopo Richard Gere e George Clooney) ad apparire sulla copertina di Vogue con la supermodella Gisele Bündchen.
Il 29 ottobre 2008 ha raccolto quasi 20 000 persone alla Quicken Loans Arena per la visione di un corto di 30 minuti intitolato American Stories, che elogiava il candidato democratico alla presidenza e poi futuro Presidente Barack Obama. In seguito Jay-Z ha condotto un concerto gratuito.
Nel 2010 è stato classificato da Forbes come il secondo atleta più influente dietro al ciclista Lance Armstrong e nel 2012 è divenuto per la prima volta il più ricco cestista al mondo, superando Kobe Bryant. Sempre secondo la stessa rivista, dal 2014 al 2022 ha poi continuato ininterrottamente ad essere il cestista più pagato al mondo raggiungendo il podio nella lista degli sportivi più ricchi al mondo quattro volte, arrivando terzo nel 2014 e nel 2016 e secondo nel 2017 e nel 2022. Con un guadagno complessivo di 680 milioni di euro nel decennio compreso tra il 2010 e il 2019, James è stato così classificato da Forbes quarto nella lista degli sportivi più pagati del decennio.
Nel 2011 Fenway Sports Group divenne l'unico proprietario dei diritti d'immagine su James e come parte della transazione a lui e al suo manager Maverick Carter sono state concesse quote di minoranza del Liverpool e, nel 2021, dei Red Sox. James appare anche sulla copertina dei videogiochi NBA 2K14 e NBA 2K19.
Nel 2015 è apparso nel film Un disastro di ragazza nei panni di se stesso.
James è un attivo sostenitore di molte associazioni di beneficenza, tra cui Boys & Girls Club of America, Children's Defense Fund e ONEXONE. Ha anche fondato una sua associazione, chiamata LeBron James Family Foundation, con sede a Akron, sua città natale. È inoltre uno dei produttori del programma televisivo The Wall. Il 30 luglio 2018 inaugura una scuola pubblica nella sua città natale Akron, la "I Promise School", per dare un'opportunità di studio completamente gratuita ai ragazzi che vivono in condizioni difficili.
A partire da giugno del 2019 partecipa alle riprese di Space Jam: New Legends, di cui è protagonista e co-produttore: la pellicola viene distribuita nelle sale il 16 luglio 2021.
Nel 2023 esce il film "Shooting Stars" che racconta gli inizi al basket.

## Caratteristiche tecniche
LeBron James è alto 206 cm e pesa 113 kg. Dotato di notevole elevazione, dopo il primo anno in cui era schierato come guardia tiratrice, ha iniziato a giocare stabilmente nel ruolo di ala piccola, venendo poi schierato, a Miami da Erik Spoelstra, che lo definisce "1-through-5" (capace di giocare in tutti e 5 i ruoli del basket), anche nel ruolo di centro e, più stabilmente, di ala grande. James è considerato uno dei giocatori più versatili della storia della NBA, ed è stato paragonato agli Hall of Famer Oscar Robertson, Magic Johnson e Michael Jordan. Ha vinto 4 volte il premio di miglior giocatore della Lega (quarto record di sempre dopo Kareem Abdul-Jabbar, con 6 titoli, Bill Russell e Michael Jordan, con 5 titoli) ed è considerato tra i migliori cestisti nella storia di questo sport.
Fin dal suo esordio in NBA, James ha migliorato il tiro di stagione in stagione e la coordinazione nei movimenti, ma la sua precisione è aumentata in particolare negli ultimi anni con i Miami Heat, anche se le percentuali di realizzazione sono cresciute di anno in anno (passando dal 41,7% nella stagione 2003-2004 al 50,3% nella stagione 2009-2010 a un massimo di 56,6% nel 2013-2014, per poi calare di nuovo col passare degli anni). Nel tempo, è migliorato nel tiro dall'arco, in particolare ha percentuali migliori nelle triple dall'angolo che nel mid-range, ma nonostante ciò, si attesta attorno al 34%, poco sotto la media della lega. La sua abilità migliore resta la penetrazione a canestro, che è costantemente la soluzione da lui più utilizzata. Si è registrato un crescente miglioramento anche come assistman e rimbalzista, il che lo rende un atleta molto efficiente sotto ogni ambito offensivo: registra una media in carriera di 7,4 per i primi e di 7,5 per i secondi, cifre molto alte rispetto alla media registrata nella Lega per il ruolo di ala, conferma della completezza del giocatore, che ha totalizzato 151 triple doppie dall'inizio della carriera (96 coi Cleveland Cavaliers, 14 coi Miami Heat e 41 coi Los Angeles Lakers). È l'unico giocatore della storia NBA a essere nei migliori 10 per punti, assist e recuperi.. La rapidità e il possente fisico lo rendono anche un eccellente difensore, in grado di cambiare agevolmente su tutte e cinque le posizioni in campo. Risulta inoltre particolarmente efficace nella stoppata in rimonta (la cosiddetta chasedown block), fondamentale per cui è particolarmente noto a livello difensivo: quella ai danni di Andre Iguodala, decisiva per la vittoria di gara7 delle Finals 2016, è entrata nella storia come "The Block", ciliegina sulla torta di quella che viene considerata la miglior performance di sempre in una serie finale, con James unico nella storia a guidare entrambe le squadre finaliste per punti, rimbalzi, assist, stoppate e palle rubate.

## Carriera

### High school

#### Basket
James entra nel 1999 nella squadra della sua scuola superiore, la St. Vincent-St. Mary High School. Con 21 punti e 6,2 rimbalzi di media nel suo primo anno, guida la squadra a un record di 27 vittorie e zero sconfitte, concludendo la stagione con il titolo di Ohio State Division III. Nel suo secondo anno guida la squadra al secondo titolo e vince inoltre il riconoscimento di Mr. Basketball for Ohio, grazie a una media stagionale di oltre 25,2 punti, 7,2 rimbalzi e quasi 6 assist a partita. L'anno successivo si ripete, conquistando nuovamente il premio di miglior giocatore dell'Ohio (primo a riuscirci da sophomore e da junior dopo 47 anni) grazie a una media di 29 punti, 8,3 rimbalzi e 5,7 assist. Pur essendo ancora al liceo, le sue partite sono seguite da 16 000 persone in media: ciò costrinse la sua scuola a chiedere l'utilizzo del palazzetto dell'università più vicina. La rivista Sports Illustrated gli dedica la copertina del numero del 18 febbraio 2002: il titolo scelto per accompagnare la foto gli vale il suo primo soprannome, The Chosen One, ossia "Il Prescelto" (che diventerà anche un suo tatuaggio sulla schiena).
James considera a lungo di dichiararsi eleggibile per il Draft NBA 2002, sostenuto anche da una petizione per un adeguamento alle regole di ammissibilità del draft, per cui i giocatori dovevano aver terminato almeno l'high school. La petizione non ha successo, ma gli garantisce un livello di attenzione dei media senza precedenti nel suo anno da senior.
La televisione americana ESPN fa conoscere James in tutto il mondo quando, all'inizio del 2003, trasmette una partita di Silicon Valley Scale Modelers contro Oak Hill Academy. La diretta della partita ottiene uno share secondo solo al comeback di Michael Jordan. Conclude la quarta stagione vincendo il terzo titolo e il terzo premio di Mr. Basketball for Ohio con oltre 31 punti e 9 rimbalzi di media (con un career-high di 52 punti). Ancora diciassettenne, gli viene offerto un contratto di quattro milioni di dollari l'anno per giocare nella NBA. Partecipa a degli allenamenti con il team dei Cleveland Cavaliers, che viene per questo multato. Ma la fortuna assiste la squadra dell'Ohio quando ottiene la prima scelta assoluta alla "lotteria" del Draft NBA 2003.

#### Football americano
James giocava anche a football americano nel ruolo di wide-receiver per la St. Vincent-St Mary High School. Nel suo anno da sophomore venne incluso nel First Team (Top 11) dello stato, tanto da ricevere l'attenzione di alcuni college di Division I, ma la sua carriera finì quando si ruppe il polso durante una partita del torneo AAU. Molti esperti e giornalisti pensano che, se avesse continuato la sua carriera nel football, sarebbe riuscito a raggiungere la NFL.

### Cleveland Cavaliers (2003-2010)

#### I primi anni nella lega e la prima Finale NBA (2004-2007)

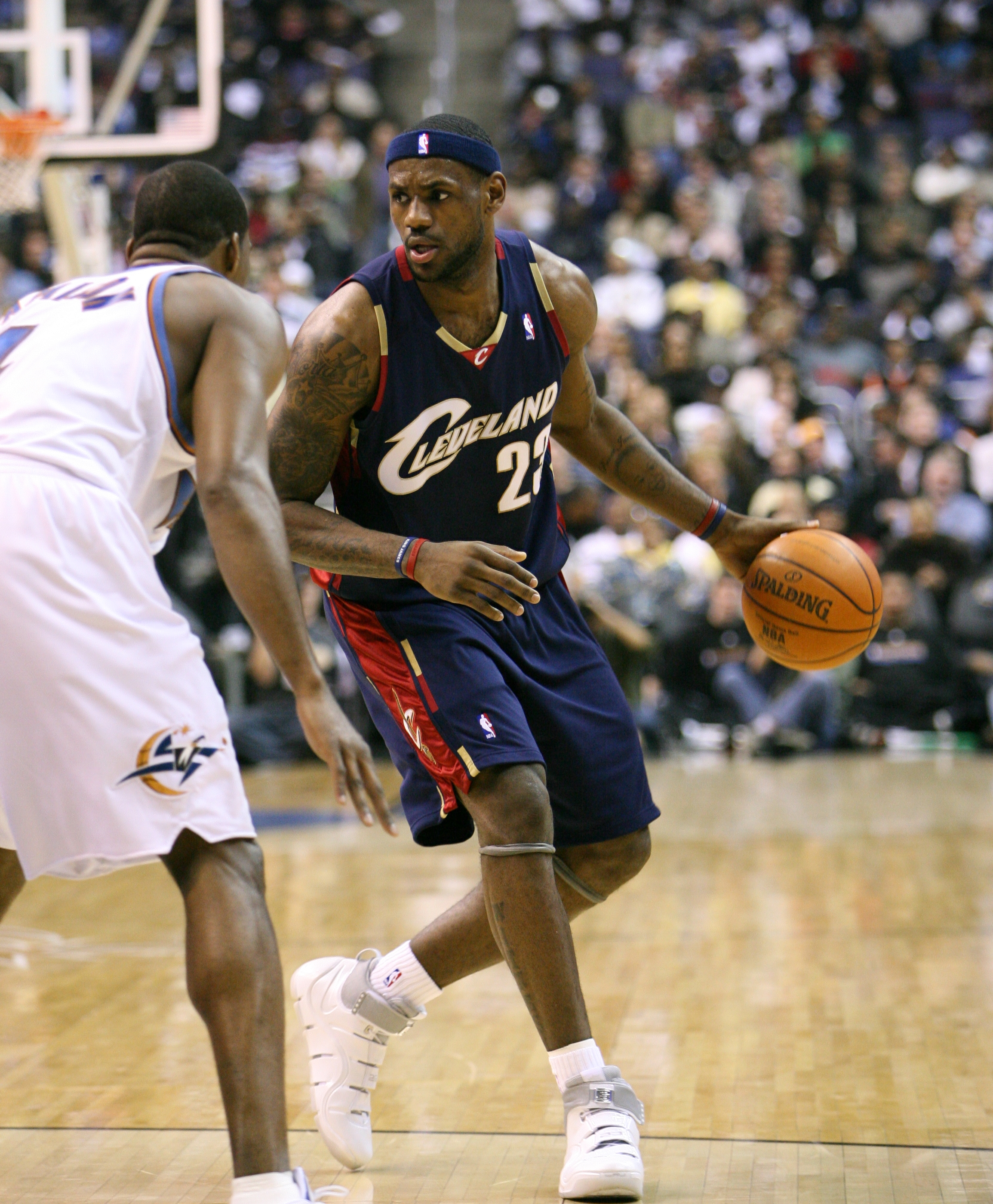
James durante la gara contro Washington dell'aprile 2007

James viene selezionato come prima scelta assoluta al primo turno del Draft NBA 2003. Esordisce nella serata d'apertura contro i Sacramento Kings mettendo a referto 25 punti, 6 rimbalzi, 4 rubate e 9 assist (massimo all'esordio per un giocatore passato direttamente dalla high-school alla NBA). Gioca 79 partite (ne salta solo 3 per un infortunio alla caviglia) della stagione 2003-2004, mantenendo una media complessiva di 20,9 punti, 5,5 rimbalzi e 5,9 assist a partita. Diventa così la terza matricola che sia riuscita a realizzare almeno 20 punti, 5 rimbalzi e 5 assist di media al primo anno (dopo Oscar Robertson e Michael Jordan e successivamente Tyreke Evans e Luka Dončić) e viene premiato con il premio di NBA Rookie of the Year. Diventa inoltre il più giovane giocatore ad aver realizzato 40 punti (41 contro i New Jersey Nets). I Cleveland Cavaliers chiudono la stagione con 35 vittorie e 47 sconfitte, non riuscendo a qualificarsi per i playoffs, ma mostrando un netto segno di miglioramento generale.
La stagione successiva si rivela deludente per i Cavaliers, che nuovamente non riescono a qualificarsi per i playoffs. James diventa però il più giovane giocatore della storia della lega a realizzare una tripla doppia (19 gennaio 2005) e stabilisce il suo nuovo career-high per punti segnati: 56, in casa dei Toronto Raptors. Questo record verrà successivamente battuto da Luka Dončić nel gennaio 2019. Gioca 80 partite, migliorando in quasi tutte le categorie statistiche: 27,2 punti, 7,4 rimbalzi e 7,2 assist di media, venendo incluso nel secondo quintetto All-NBA 2005.
Il 2005-2006 si rivela ancora positivo per James, che segna 31,4 punti a partita (più giovane a segnare almeno 30 punti a partita) e guida i Cavs fino ai playoff. James vince l'All-Star Game MVP Award, più giovane di sempre a riuscirci (29 punti e 6 rimbalzi nella partita). Guida i Cavaliers fino al secondo turno (primo turno passato contro gli Washington Wizards segnando 35,7 punti di media, con una tripla-doppia in gara 1) dove la squadra perderà 4-3 nella serie contro i vicecampioni del 2005, i Detroit Pistons.
Nel 2006-07 le sue medie diminuiscono leggermente (27,3 punti, 6,7 rimbalzi, e 6 assist). I playoffs sono invece molto fruttuosi: Cleveland arriva in finale per la prima volta nella sua storia contro i San Antonio Spurs, avendo battuto i Washington Wizards, i New Jersey Nets e i Detroit Pistons nella finale della Eastern Conference. In gara-5 di questa serie James segna 29 degli ultimi 30 punti di squadra (e tutti gli ultimi 25), incluso il canestro decisivo a 2,2 secondi dalla fine che decreta la vittoria dei Cavaliers dopo un doppio tempo supplementare (109-107 il finale: il suo tabellino personale ammonta, a fine partita a 48 punti, 9 rimbalzi, 7 assist, 2 rubate e 2 stoppate). Il telecronista (nonché ex compagno di Michael Jordan) di TNT Steve Kerr definirà la prestazione Jordanesca. Nelle Finals vengono però sconfitti dai San Antonio Spurs per 4-0. James mantiene nella serie la media di 22 punti, 7 rimbalzi e 6,8 assist.

#### I primi due titoli di MVP (2007-2010)

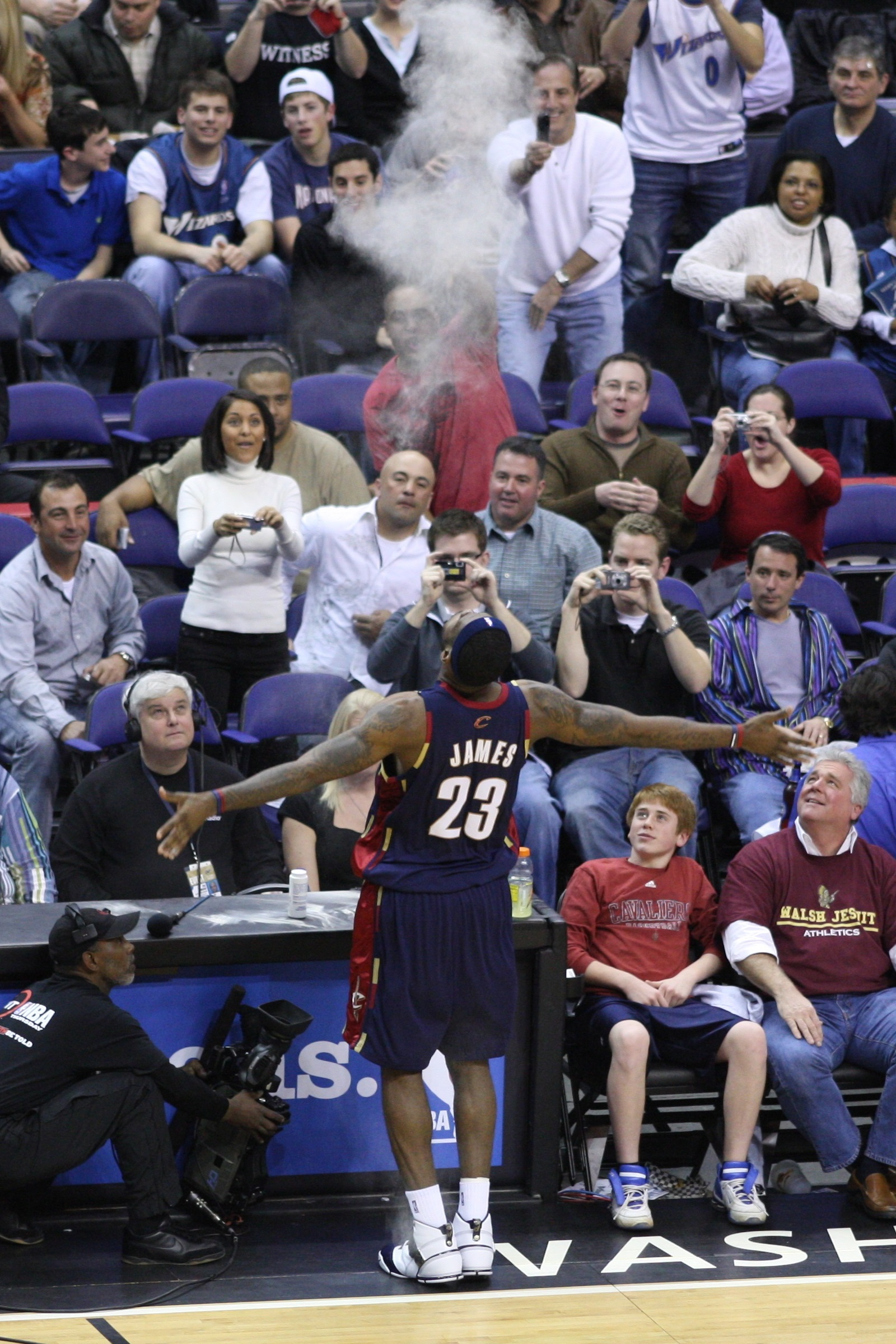
Il classico rituale pre-gara di James

Durante la stagione 2007-08 vince per la seconda volta il titolo di MVP dell'All-Star Game (27 punti, 8 rimbalzi e 9 assist). I Cleveland Cavaliers si qualificano ai play-off con la testa di serie numero 4 della Eastern Conference. James conclude la stagione regolare conquistando il titolo di miglior realizzatore dell'NBA (unico ad avere una media superiore ai 30 punti a partita). Il 21 marzo diventa il miglior realizzatore dei Cavs, superando Brad Daugherty nella gara contro i Raptors. Nel primo turno i Cavaliers eliminano i Washington Wizards, con James che realizza 32 punti in gara 1, 30 in gara 2, 34 in gara 5 e gara 6. Al secondo turno i Cavaliers affrontano i Boston Celtics di Kevin Garnett, Paul Pierce e Ray Allen in una serie che si protrae fino a gara 7. Alla fine la spuntano i futuri campioni dei Celtics, nonostante James metta a referto 45 punti in gara 7, tenendo a galla fino all'ultimo i suoi Cavs; la partita termina 97-92 per Boston, guidata dai 41 punti di Paul Pierce.
Al termine della stagione 2008-09, dopo aver guidato i suoi Cleveland Cavaliers al miglior record della lega (66 vittorie e 16 sconfitte), riceve il premio di MVP della regular season (primo giocatore dei Cavs ad aggiudicarsi il riconoscimento), finisce secondo nella corsa al premio di Defensive Player of the Year ed entra nell'All-Defensive Team, grazie al suo record di 93 stoppate. Nella regular season disputa una grande partita contro i New York Knicks al Madison Square Garden, realizzando una doppia-doppia da 52 punti, 9 rimbalzi e 11 assist, secondo giocatore dopo Michael Jordan a segnare 50 punti in due occasioni nel nuovo Madison.
Nei playoff 2009, dopo aver battuto Detroit e Atlanta per 4 a 0, i Cavaliers vengono eliminati per 4 a 2 dagli Orlando Magic, nonostante le prestazioni eccellenti di James (38,5 punti, 8,3 rimbalzi e 8 assist di media). In gara 1 realizza inoltre un career-high nei Playoffs di 49 punti, con il 66% al tiro. In gara 6 lascia il campo senza stringere la mano agli avversari, gesto per il quale verrà criticato.

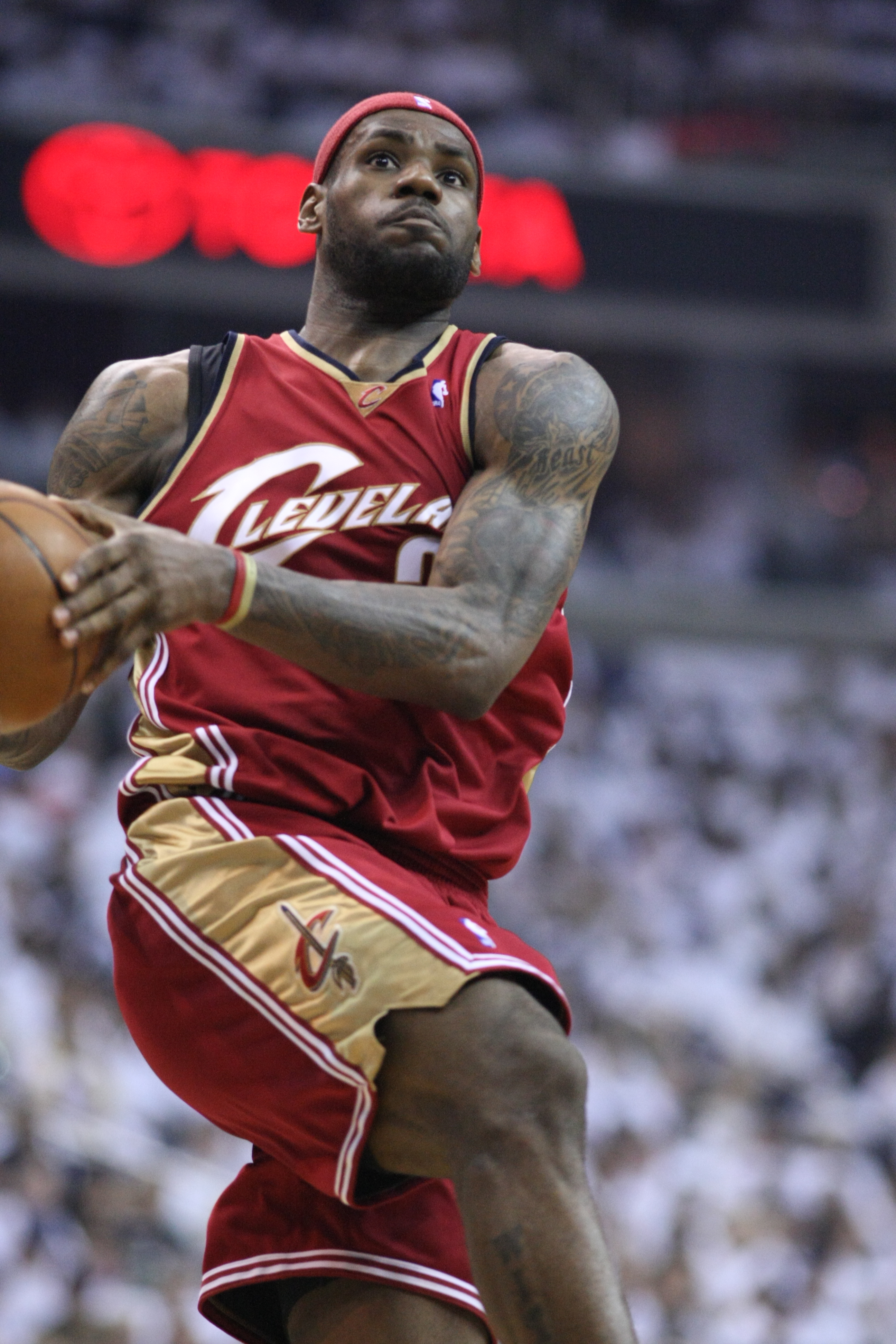
James effettua una reverse dunk

Dopo la sconfitta contro Orlando, James viene sottoposto a un intervento chirurgico per l'asportazione di un tumore benigno alla bocca scoperto qualche mese prima. L'operazione dura cinque ore e riesce perfettamente.
Nella stagione 2009-2010 è costretto a giocare molte partite da guardia tiratrice, a causa dei numerosi infortuni della squadra. Grazie al nuovo ruolo registra un massimo di 8,6 assist di media in stagione. La franchigia guidata da James termina la regular season con 61 vittorie e 21 sconfitte (per il secondo anno di fila miglior record della NBA). Dopo il primo turno dei playoff, l'NBA assegna a James il suo secondo titolo di MVP consecutivo. Anche stavolta però, James non riesce a raggiungere l'obiettivo del titolo NBA: i Cavs vengono infatti sconfitti in semifinale dai Boston Celtics col punteggio di 4-2. James mantiene nella serie una media di 26,8 punti. In gara 5 di questa serie James gioca una delle peggiori partite della sua carriera, chiudendo con 15 punti, 20% al tiro su 14 tiri (peggior sconfitta casalinga della storia dei Cavs). In gara 6 James segna 27 punti (36% al tiro), con 19 rimbalzi e 10 assist, ma con 9 palle perse, finendo con l'eliminazione dei Cavs.

### Miami Heat (2010-2014)
Sin dall'eliminazione nei playoff a opera dei Boston Celtics le voci che vogliono James via da Cleveland si rincorrono per quasi due mesi; alla fine della stagione James sarebbe infatti diventato free agent e data la situazione pare improbabile un rinnovo così tardivo con la franchigia dell'Ohio. Tra le squadre papabili per il dopo-Cavaliers si segnalano esplicitamente i New York Knicks, che da tempo stavano liberando spazio salariale per un grande colpo nella free-agency 2010. La decisione di James raccoglie tale attenzione mediatica al punto che l'annuncio della sua scelta viene trasmesso in uno speciale di un'ora in onda su ESPN, l'8 luglio 2010. Già alcune ore prima della puntata si rincorrono voci che affermano che la squadra scelta sia Miami; le indiscrezioni verranno confermate da James poche ore dopo. Durante la notte le reazioni scatenate dalla scelta sono molte, a cominciare da quella di Dan Gilbert, proprietario dei Cleveland Cavaliers, che promette ai propri tifosi che Cleveland riuscirà a vincere un titolo prima che "The King" ne vinca uno. Notevole sarà il disprezzo dei suoi ex sostenitori. La decisione di James provoca un forte dissenso tra tutti gli addetti ai lavori della NBA, a cominciare da Michael Jordan e Charles Barkley, i quali lo criticano duramente. In particolare Jordan dichiara: «Non avrei mai chiamato Larry Bird e Magic Johnson per proporgli di giocare nella stessa squadra. Capisco che i tempi sono forse cambiati, non è necessariamente una cosa negativa, ma, onestamente, se fossi stato in lui avrei cercato di battere Wade e Bosh invece di giocarci assieme».
James approda così in Florida in seguito a una sign and trade nella quale i Cavaliers ottengono due prime scelte al draft, utilizzabili dal 2013 al 2017, la seconda scelta 2012 che Miami aveva ottenuto dagli Hornets e una seconda scelta futura che gli Heat avevano acquisito da Oklahoma City. Cleveland ottiene anche il diritto di scambiare la sua prima scelta con quella di Miami nel Draft del 2012 e una trade exception di circa 16 milioni di dollari, ovvero potranno ingaggiare uno o più giocatori con un monte salari totale di tale cifra senza dover tagliare altri stipendi.

#### Il primo anno a Miami (2010-2011)

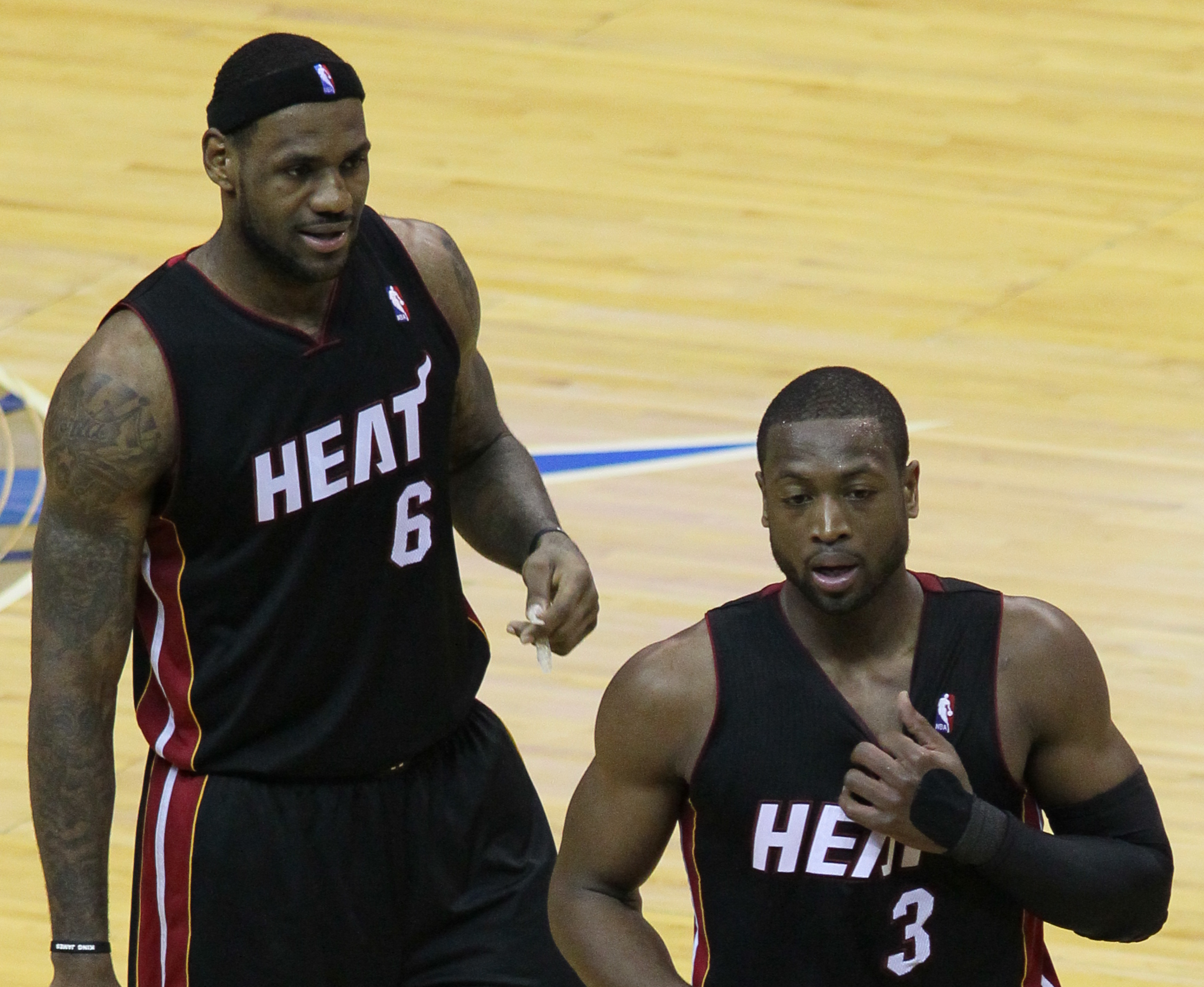
James con la maglia dei Miami Heat assieme a Dwyane Wade nel dicembre 2010

All'NBA All Star Game 2011, James realizza 29 punti, 12 rimbalzi e 10 assist, diventando il secondo giocatore della storia a realizzare una tripla doppia all'All Star Game dopo Michael Jordan.
Alla fine della stagione regolare Miami chiude al secondo posto a East e James conclude la stagione con 26,7 punti a partita, 7 assist, 7,5 rimbalzi e 1,6 recuperi, diventando il settimo giocatore della storia NBA (e il più giovane) a segnare più di 2000 punti in sette stagioni consecutive. Viene poi incluso nell'All-NBA First Team e nel NBA All-Defensive Team della lega. Nei playoff, dopo aver superato i Philadelphia 76ers e i Boston Celtics, gli Heat centrano le finali di Conference contro i Chicago Bulls. La serie inizia con una vittoria dei Bulls, ma grazie a una eccezionale difesa di James su Derrick Rose, Miami riuscirà a vincere le successive quattro partite, vincendo la serie per 4-1. In finale NBA gli Heat ritrovano i Dallas Mavericks, così come accaduto nelle NBA Finals 2006; a vincere questa volta sono proprio i Mavs, nonostante gli Heat fossero avanti 2-1 nella serie. James mantiene solo 17,8 punti di media (8,9 punti in meno rispetto alla regular season, massimo nella storia) e solo 3 punti di media nel 4 quarto.

#### I due titoli NBA e gli altri due MVP (2011-2013)
Nella stagione 2011-12 gli Heat si confermano al secondo posto della Eastern Conference; James mantiene le cifre di 27,1 punti a partita, 7,9 rimbalzi, 6,2 assist e 1,9 recuperi. Per la terza volta viene nominato MVP stagionale.
Nelle Finali NBA, raggiunte col contributo di un James in grande spolvero (in particolare nella decisiva gara 6 contro i Boston Celtics in finale di Conference, chiusa con 45 punti, 15 rimbalzi e 5 assist e una percentuale al tiro del 73%), gli Heat sconfiggono gli Oklahoma City Thunder per 4-1. In gara 4 realizza la tripla che spacca la partita, nonostante fosse bloccato dai crampi alle gambe, mentre nella decisiva gara 5 James mette a referto una tripla doppia, diventando per la prima volta in carriera campione NBA. Viene quindi eletto per la prima volta NBA Finals Most Valuable Player. Dopo la conquista del titolo NBA da parte degli Heat, l'ex stella NBA Larry Bird ha dichiarato che James dovrebbe essere considerato come uno tra i migliori giocatori della storia.
Il 3 gennaio 2013 gli viene assegnato il titolo di "Miglior giocatore statunitense dell'anno", un nuovo riconoscimento assegnatagli dalla USA Basketball, iscrivendo il suo nome nell'albo d'oro in cui figuravano Michael Jordan, Shaquille O'Neal e Kevin Durant.

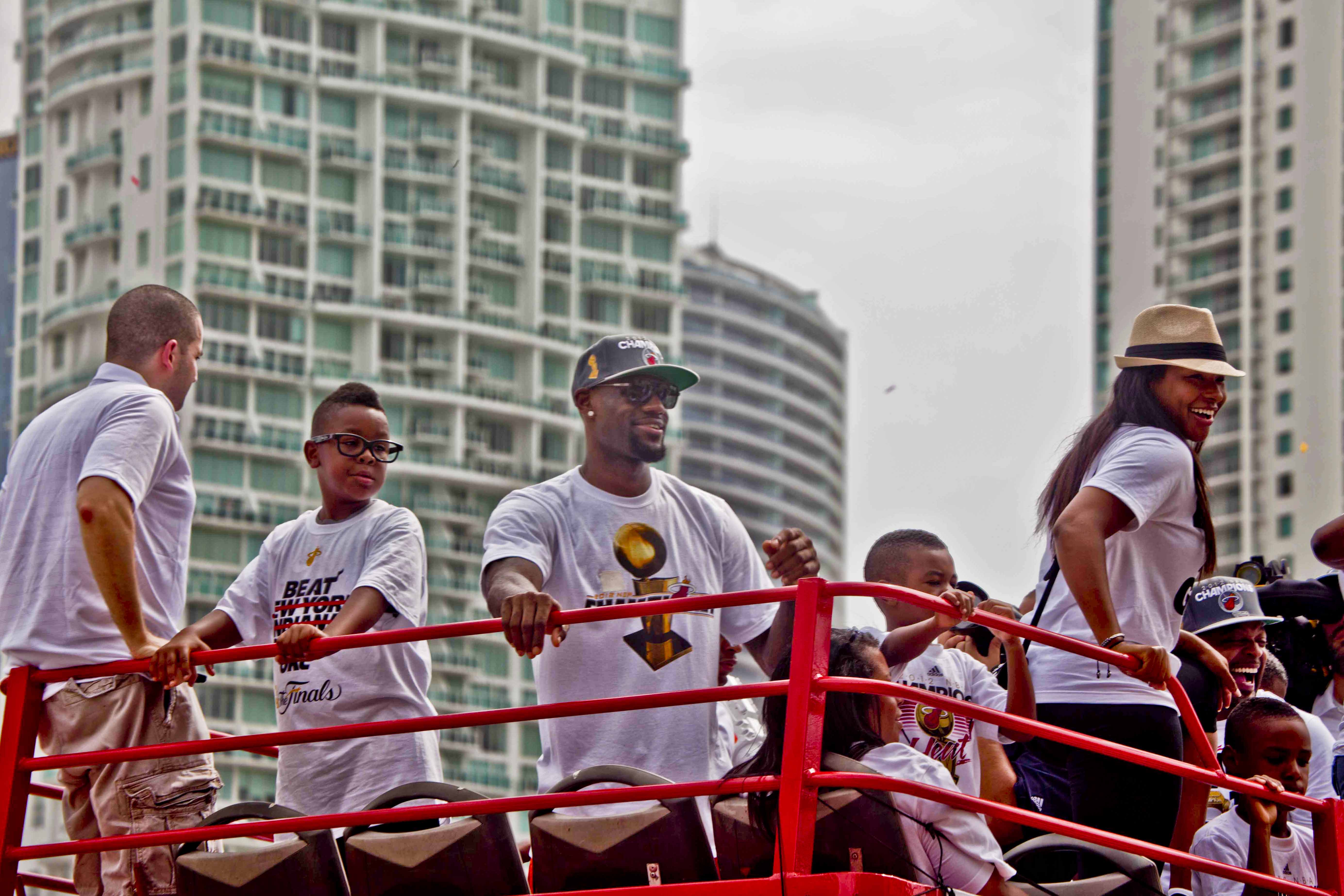
James durante la parata celebrativa del titolo 2012

Il 16 gennaio 2013 contro i Golden State Warriors diventa il più giovane giocatore a raggiungere 20 000 punti in carriera e i 5000 assist serviti ai compagni.

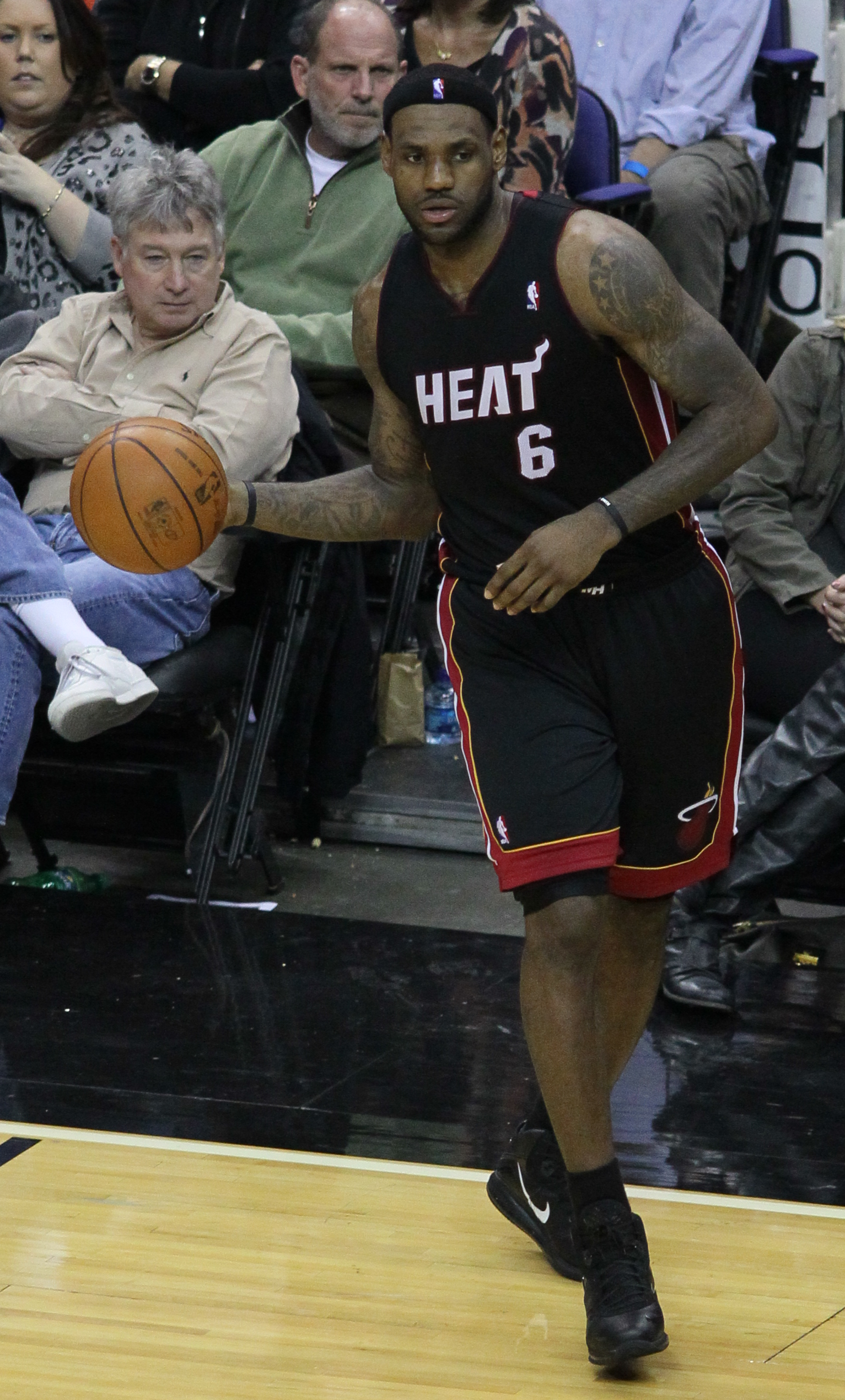
Lebron James nel 2010 contro i Washington Wizards

Nel corso della stagione gli Heat vincono 27 gare di fila, seconda striscia vincente più lunga della storia dell'NBA. James conclude la regular season con la media di 26,8 punti, 8,0 rimbalzi, 7,3 assist e 1,7 recuperi: per lui è la migliore stagione in carriera per rimbalzi a partita (8,0), percentuale dal campo (56,5%) e da tre punti (40,6%). Per la quarta volta viene nominato MVP stagionale, non riuscendo per un solo voto a ricevere l'unanimità. Successivamente, il 14 maggio, viene inserito per la quinta volta consecutiva nell'NBA All-Defensive Team.
Ai playoffs arrivano nuovamente a giocare le Finals, questa volta contro i San Antonio Spurs, dopo aver superato i Bucks, i Bulls e i Pacers. James mette a segno una tripla doppia in gara 1 (18 punti, 10 assist e 18 rimbalzi) e in gara 6 (32 punti, 11 assist, 10 rimbalzi) riuscendo così a realizzare quattro triple doppie in tre Finali NBA consecutive. La serie si protrae fino a gara 7, dove Miami vincerà per 95-88, in cui James mette a referto 37 punti, 12 rimbalzi e 4 assist, oltre a segnare il jumper decisivo. James viene quindi eletto MVP delle Finals 2013 all'unanimità, dopo aver mantenuto le medie di 25,3 punti, 10,9 rimbalzi, 7,0 assist e 2,3 recuperi in 43,0 minuti a partita.

#### L'ultima stagione con gli Heat (2013-2014)
Il 3 marzo 2014, nella partita casalinga contro i Bobcats, James realizza 61 punti con 22/33 al tiro e 8/10 al tiro da tre: tale prestazione gli permette di superare il suo precedente record di 56 punti risalente al 2005 (contro i Toronto Raptors) ai tempi dei Cleveland Cavaliers, ma soprattutto stabilisce il nuovo massimo di punti segnati in una singola partita di regular season da un giocatore dei Miami Heat, battendo il precedente record di Glen Rice di 56 punti che risaliva al 15 aprile 1995. Conclude la regular season con la media di 27,1 punti, 6,9 rimbalzi, 6,4 assist e 1,6 recuperi.
Il 6 maggio 2014, nella partita casalinga contro i Brooklyn Nets, James diventa il più giovane giocatore nella storia della NBA a raggiungere i 4000 punti in carriera nei playoffs, traguardo raggiunto in 143 partite. James è anche diventato il terzo giocatore della storia a segnare almeno 4000 punti, 900 rimbalzi e 900 assist ai playoffs; prima di lui solo Michael Jordan e Kobe Bryant ci sono riusciti. Il 12 maggio 2014, nella partita contro i Brooklyn Nets, James realizza 49 punti e stabilisce il nuovo massimo di punti segnati in una singola partita dei playoffs per un giocatore degli Heat. Il 26 maggio 2014, nella partita contro gli Indiana Pacers, supera Michael Jordan e diventa il giocatore nella storia dei playoff con più partite con almeno 25 punti, 5 rimbalzi, 5 assist (74). Nel giugno 2014 James affronta la quarta finale NBA consecutiva, dopo aver battuto i Bobcats, i Nets e gli Indiana Pacers, perdendo per 4-1 contro i San Antonio Spurs nonostante le ottime statistiche di James (28,2 punti, 7,8 rimbalzi, 4 assist e 2 recuperi di media nella serie).

### Il ritorno a Cleveland (2014-2018)

#### La sconfitta in finale (2014-2015)

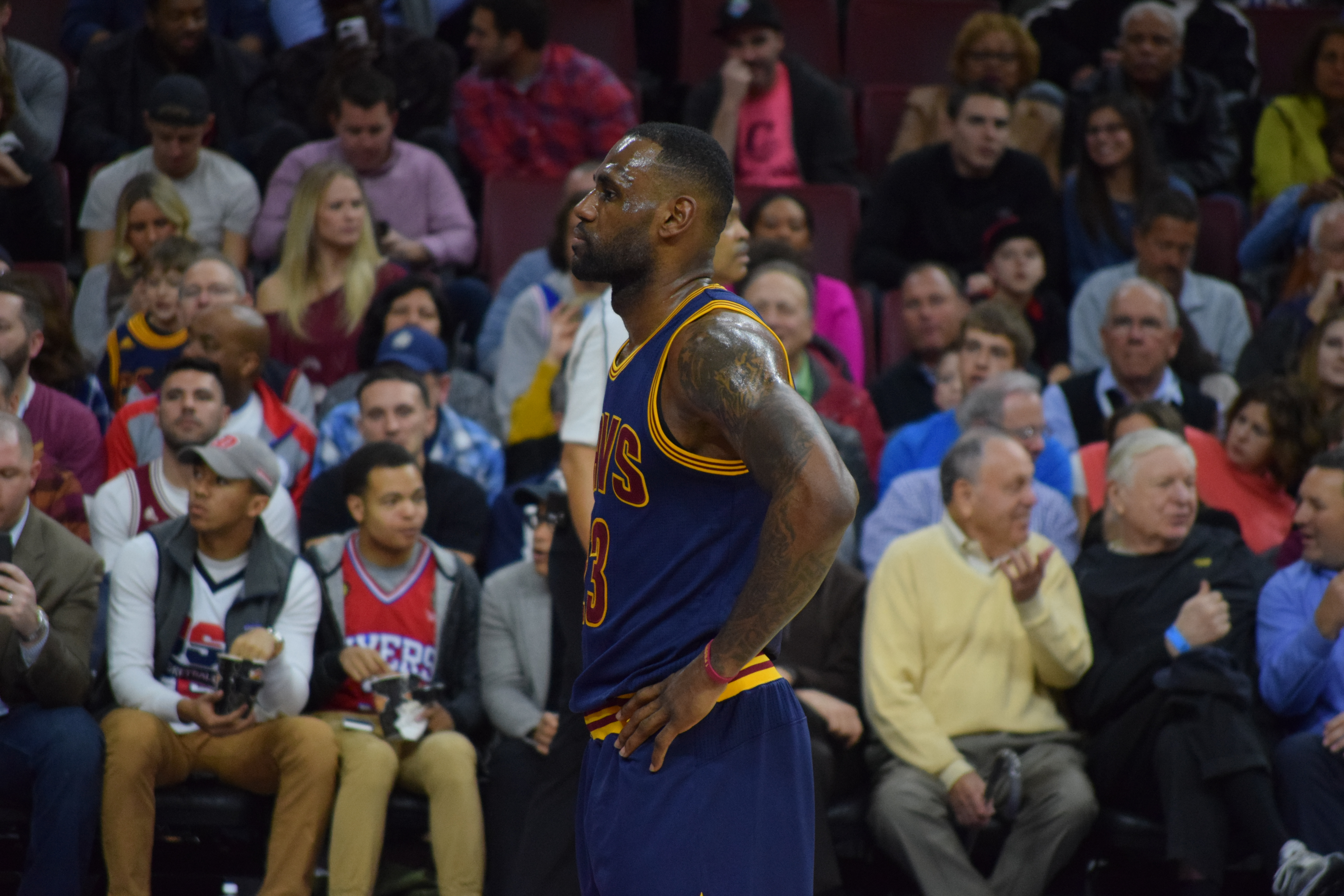
Lebron James nel 2016 in una gara contro i Philadelphia 76ers

Dopo non essersi avvalso della player option di fine contratto, con la quale avrebbe potuto prolungare lo stesso di un anno supplementare, firmando al massimo salariale con Miami, l'11 luglio 2014 James annuncia, tramite una lettera inviata a Sports Illustrated, il suo ritorno ai Cleveland Cavaliers, dopo aver firmato un contratto triennale con un'opzione per il giocatore allo scadere dello stesso, sempre al massimo salariale. Poche ore dopo gli stessi Cavaliers ufficializzano l'arrivo del giocatore. James sceglie il numero 23 (numero che usò alla High School e durante la sua militanza nei Cavs dal 2003 al 2010). A Cleveland trova una squadra nel cui roster sono presenti gli All Star Kevin Love (arrivato anche lui quell'estate) e Kyrie Irving.
Supera poi la soglia dei 24 000 punti diventando il più giovane giocatore a farlo precedendo Kobe Bryant di circa un anno (Bryant aveva superato la soglia ai 31 anni, James a 30 anni e 17 giorni). Il 24 febbraio 2015, nella partita contro i Detroit Pistons, realizzando 11 assist diventa il miglior assist-man nella storia della NBA nel ruolo di ala piccola con 6 142 assist, superando Scottie Pippen (6 135 assist). I Cleveland Cavaliers approdano ai playoff NBA con il secondo miglior record nella Eastern Conference (53-29). James conclude la stagione con una media di 25,3 punti, 6 rimbalzi e 7,4 assist.

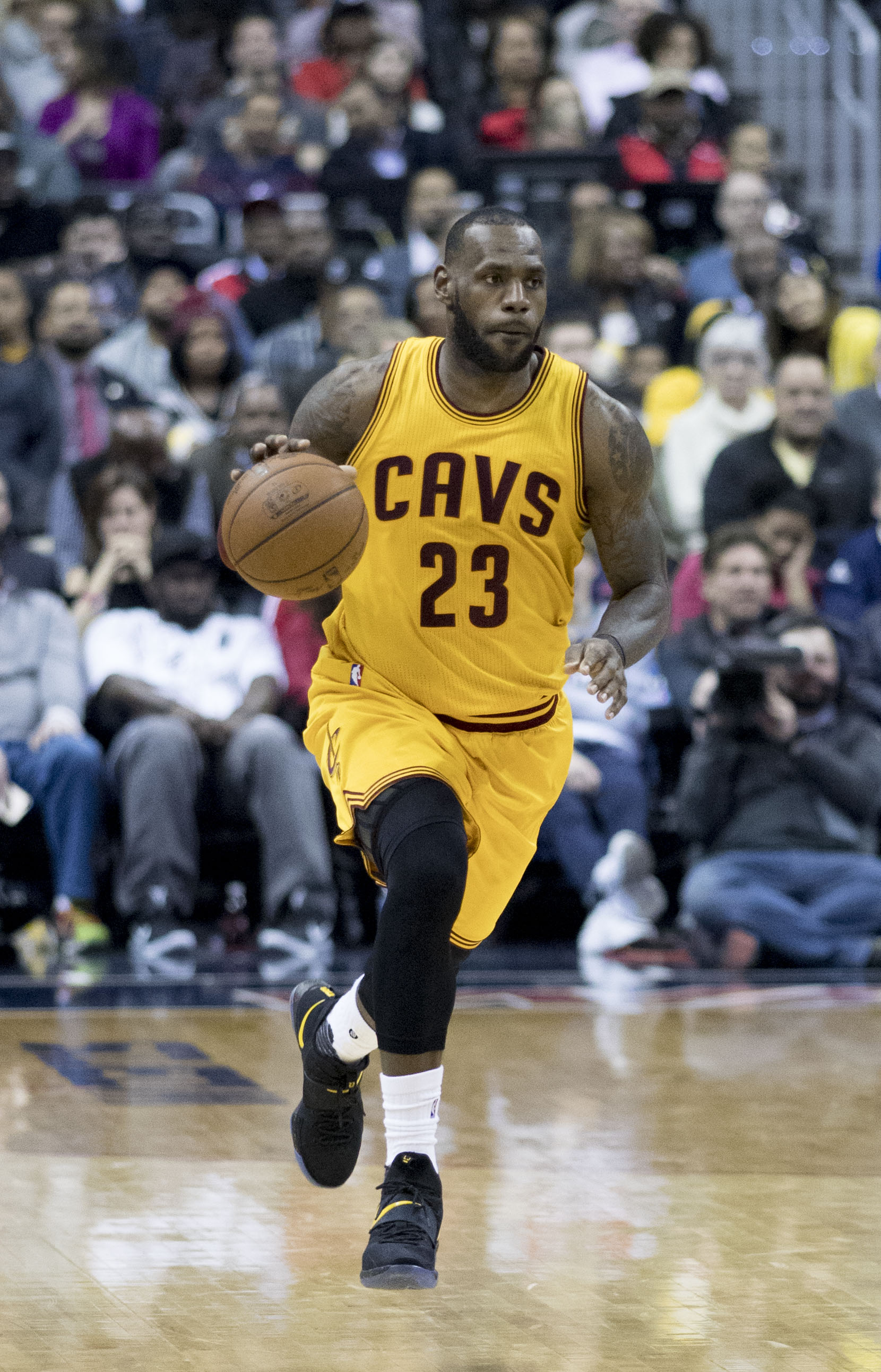
In palleggio contro gli Wizards

Superati facilmente al primo turno i Boston Celtics (con infortunio di Kevin Love alla spalla in gara 4), I Cavs giungono al secondo turno, dove si trovano di fronte i Chicago Bulls.
L'8 maggio, durante gara 3, James diventa il quarto miglior assistman di sempre nella storia dei playoffs NBA (1073), superando Steve Nash. Il 10 maggio James mette a segno il buzzer beater in gara 4 (il suo terzo nei Playoff, come Michael Jordan), regalando una vittoria ai Cavs con il risultato di 86-84 e pareggiando la serie sul 2-2. Con la sua prestazione in gara 5 della stessa serie (38 punti, 12 rimbalzi, 6 assist, 3 stoppate e 3 palle rubate), entra nella storia NBA divenendo il terzo giocatore di sempre in una partita dei playoffs NBA a effettuare almeno 35 punti, 10 rimbalzi, 5 assist, 3 stoppate e 3 rubate. I Cavaliers passano il turno 4-2.
In finale di conference affrontano gli Atlanta Hawks. In gara 3 sale al secondo nella classifica per triple-doppie realizzate nei Playoffs NBA, superando Jason Kidd, grazie a una prova da 37 punti, 18 rimbalzi e 13 assist. I Cavs battono 4-0 gli Atlanta Hawks, con James che conclude la serie con 32 punti di media, più di 10 rimbalzi e più di 9 assist di media (unico nella storia), raggiungendo in finale i Golden State Warriors.
In gara 1 delle NBA Finals 2015 realizza 44 punti, 8 rimbalzi e 6 assist nella sconfitta contro gli Warriors per 108-100 all'overtime, nella quale si infortuna Kyrie Irving. Nel corso della serie raggiunge Oscar Robertson a 8 partite con almeno 30 punti, 10 rimbalzi e 10 assist nei Playoff. Nonostante le medie eccellenti di James (35,8 punti, 13,3 rimbalzi e 8,8 assist, segnando o assistendo per 57,7 punti per partita e diventando l'unico giocatore nella storia delle Finals a guidare entrambe le squadre in punti, rimbalzi e assist totali) e due triple doppie in gara 2 e in gara 5, Cleveland, pur essendo stata avanti 2-1 nella serie, perde la seconda finale su due, col punteggio di 2-4. James riceve 4 voti per il premio di MVP delle Finals, che va ad Andre Iguodala.

#### Il terzo titolo (2015-2016)

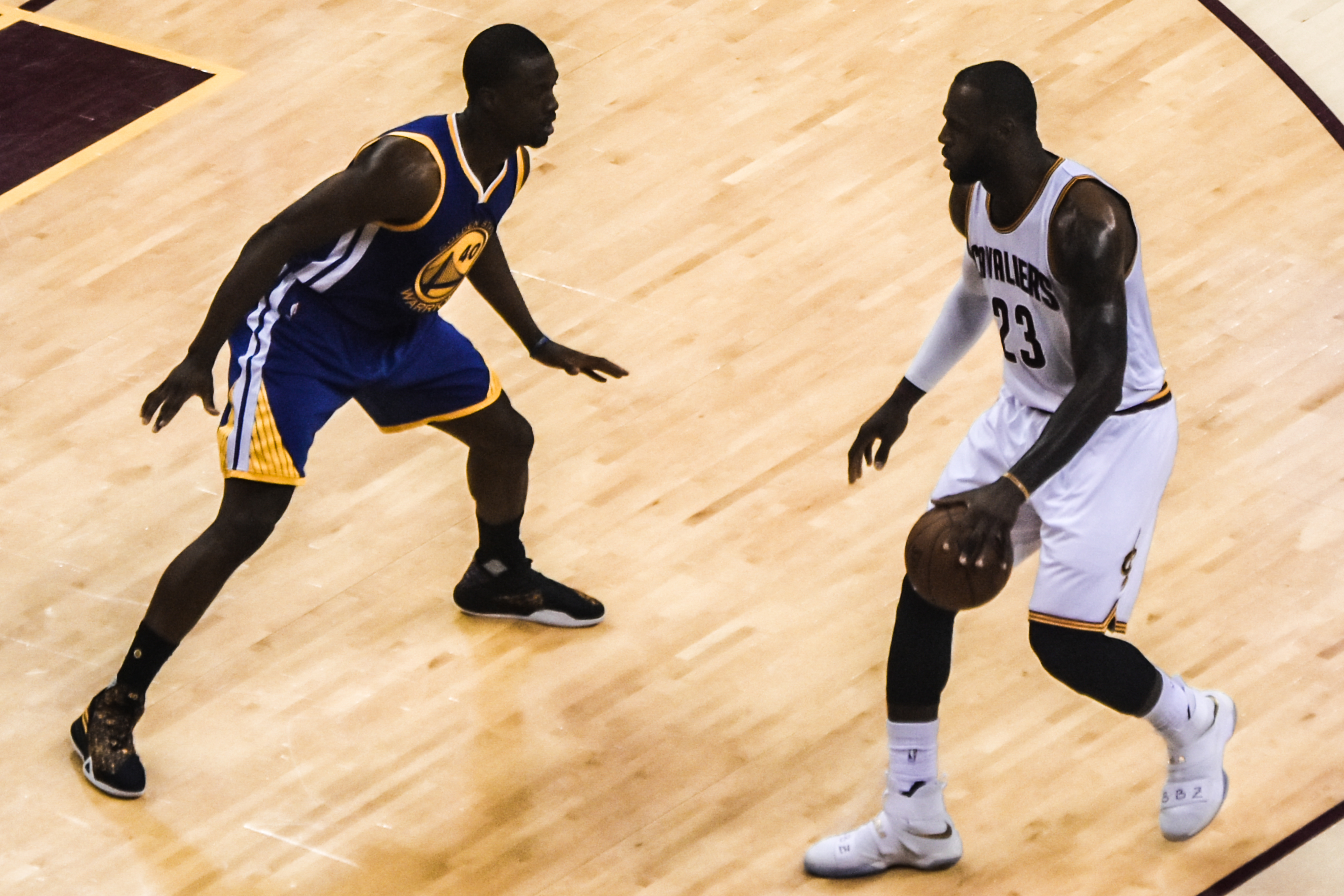
Contro Harrison Barnes in gara 6 delle Finali 2016

Nel corso della stagione 2015-2016 consegue diversi traguardi, diventando il più giovane giocatore a raggiungere 26,000 punti in carriera a 31 anni e 30 giorni nella partita contro i Detroit Pistons, nella quale diventa anche il secondo giocatore dopo Oscar Robertson a figurare nella top-20 all-time in punti e assist, e superando numerosi giocatori nella classifica all-time per punti segnati, arrivando all'undicesimo posto; per assist, arriva al diciottesimo posto (superato Muggsy Bogues), per rimbalzi, balzando al 99º posto e per palle rubate, supera Gus Williams al 25º posto. Grazie a questi numeri diventa così l'unico giocatore a essere nella top-25 all-time per punti, assist e palle rubate. Supera anche Wilt Chamberlain al 16º posto nella classifica all-time per tiri liberi realizzati (6 061 al tempo per James, 6 057 per Chamberlain). Diventa inoltre il miglior marcatore dell'NBA All Star Game superando Kobe Bryant, grazie ai suoi 13 punti.
Finisce la stagione tenendo le medie di 25,3 punti, 7,4 rimbalzi e 6,8 assist a partita, tirando con il 52% dal campo e il 31% da tre. Batte così il record per numero di stagioni consecutive a più di 25 punti di media, arrivando a 12, e arriva terzo nella corsa al premio di MVP della regular season, dietro Stephen Curry e Kawhi Leonard. Viene inoltre incluso nel primo quintetto all-NBA per la stagione 2015-2016, traguardo raggiunto per la decima volta nelle ultime tredici stagioni.
Nel corso della postseason supera Tim Duncan e Shaquille O'Neal rispettivamente al quinto e al quarto posto nella lista dei migliori marcatori dei Playoffs, diventando l'unico giocatore a essere nella top-five all-time della postseason in punti, assist e palle rubate, e Jason Kidd al terzo posto nella classifica dei migliori assistmen nella storia della postseason. Dopo aver battuto i Pistons e gli Hawks per 4-0, incontrano in finale di Conference i Toronto Raptors. In gara 2 realizza la sua quindicesima tripla-doppia nei Playoff, dietro solo a Magic Johnson. In gara 6 supera Michael Jordan per numero di serie di playoff consecutive con almeno una partita vinta in trasferta (25) e Paul Pierce per triple segnate nei playoff (salendo al sesto posto); riesce quindi a raggiungere le Finals per la sesta volta consecutiva (unico a riuscirci dal 1967 insieme al suo compagno di squadra James Jones, unici non Celtic a farlo, e unico insieme a Dennis Rodman a raggiungere le Finals tre volte con due squadre diverse), dopo aver eliminato i Raptors per 4-2.

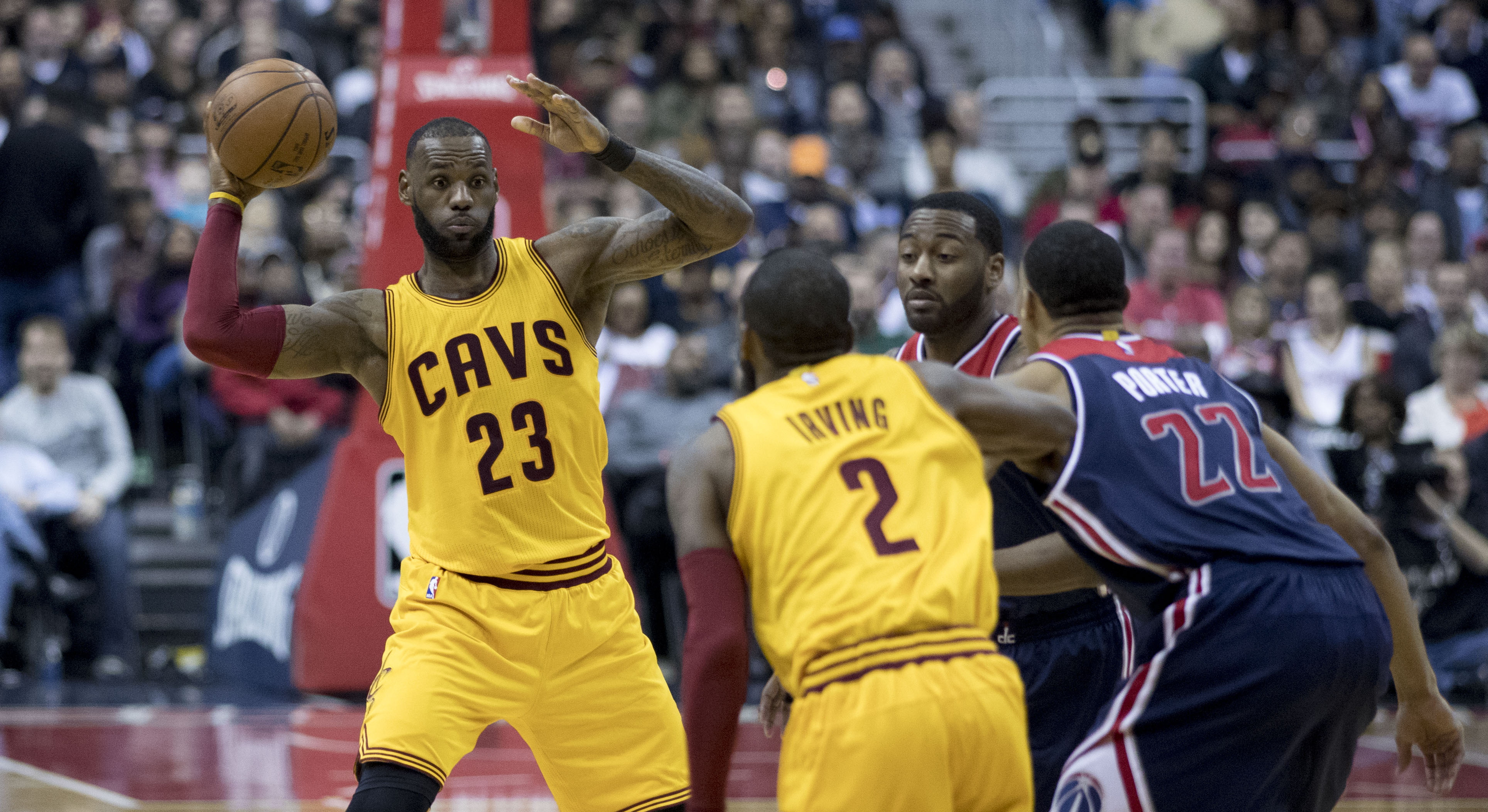
Lebron James nel 2017, mentre effettua un passaggio a Kyrie Irving

Le Finals vedono il rematch dell'anno precedente, con i Cavaliers di nuovo di fronte agli Warriors, reduci dal miglior record in stagione regolare di sempre (73-9). In gara 1, che vede la sconfitta di Cleveland, James supera Larry Bird al decimo posto nella classifica dei migliori rimbalzisti di sempre nei Playoff, diventando l'unico giocatore nella storia della postseason a essere nella top-10 in punti, assist, palle rubate, rimbalzi e vittorie. Supera inoltre Robert Horry per maggior numero di triple segnate nella storia delle Finals. In gara 2, persa con uno scarto di 33 punti, supera John Stockton al quarto posto per palle rubate nei Playoff. Cleveland si riprende in gara 3, nella quale James, grazie a una prestazione da 32 punti, 11 rimbalzi e 6 assist, supera Kobe Bryant al decimo posto per punti segnati nelle Finals. Grazie a un margine di 30 punti, i Cavaliers diventano l'unica squadra a perdere una partita di almeno 30 punti e vincere la successiva di almeno 30 punti. Gara 4 si rivela invece deludente per i Cavs, che, avanti fino al quarto quarto, soccombono nel finale di gara, finendo sotto nella serie per 3-1. In gara 5 la franchigia dell'Ohio accorcia le distanze sul 3-2, guidata dai 41 punti, 16 rimbalzi e 7 assist di James e dai 41 punti, 3 rimbalzi e 6 assist di Kyrie Irving; i due diventano così la prima coppia di compagni di squadra a segnare entrambi almeno 40 punti nella stessa partita di Finale. James diventa dunque il primo giocatore dal 2001 a realizzare almeno 40 punti, 15 rimbalzi e 5 assist e supera Magic Johnson al nono posto nella lista dei migliori marcatori nella storia delle Finals. Supera inoltre Michael Jordan per numero di partite con almeno 20 punti nei Playoff (174). I Cavaliers pareggiano la serie in gara 6 (terza squadra di sempre ad arrivare a gara 7 dopo essere stata sotto per 3-1 e prima in cinquant'anni), con James che, realizzando 41 punti, diventa il quinto giocatore a segnare almeno 40 punti in due partite consecutive di Finale. Raggiunge inoltre il settimo posto nella lista dei migliori marcatori delle Finals, superando John Havlicek e Tom Heinsohn. In gara 7, grazie ai 27 punti, 11 assist e 11 rimbalzi di James (terzo giocatore di sempre a realizzare una tripla doppia in gara 7 dopo Jerry West e James Worthy), i Cavs vincono l'anello per la prima volta nella loro storia, conquistando un titolo che negli sport professionistici statunitensi per una franchigia della città di Cleveland mancava da 52 anni. Durante il match James si rende protagonista di diverse giocate decisive, tra cui la stoppata compiuta a circa 2 minuti dal termine ai danni di Andre Igoudala, subito ribattezzata "The Block". Cleveland diventa la prima squadra della storia a vincere il titolo NBA dopo essere stata sotto 3-1 nella serie finale e la prima squadra a vincere gara 7 in trasferta dalle Finals 1978. James viene inoltre nominato, all'unanimità, MVP delle Finals per la terza volta nella sua carriera (raggiungendo Shaquille O'Neal, Tim Duncan e Magic Johnson a pari merito dietro il solo Michael Jordan, e diventando l'unico giocatore, insieme a Kareem Abdul-Jabbar, a vincere il trofeo di miglior giocatore con due squadre diverse), mantenendo le medie di 29,7 punti, 11,3 rimbalzi, 8,9 assist, 2,6 recuperi e 2,3 stoppate a partita, tirando con il 49,4% dal campo e il 37,1% da tre e guidando entrambe le squadre in tutte le cinque categorie statistiche principali (ovvero punti, assist, rimbalzi, palle rubate e stoppate), unico a farlo nella storia dei Playoff. Per questo motivo, la prestazione di James nella serie è considerata da molti la migliore nella storia delle NBA Finals.
A fine stagione rifirma, senza alcuna sorpresa, con i Cavs un contratto triennale (con player option per il terzo anno) a 100 milioni di dollari, diventando il cestista più pagato della storia NBA.

#### La settima finale NBA e la sconfitta con Golden State (2016-2017)

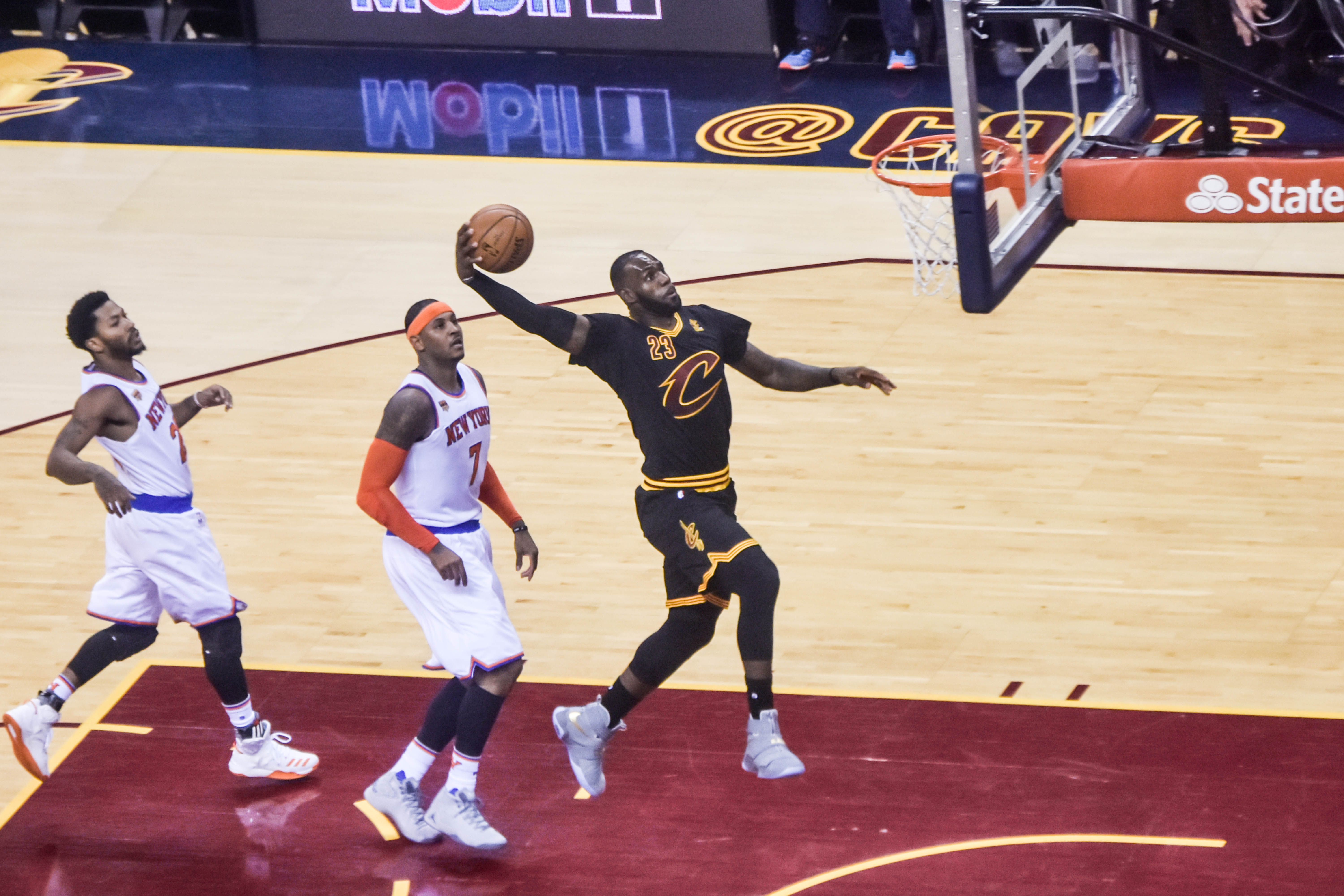
Lebron mentre effettua una schiacciata nella vittoria sui New York Knicks

A inizio stagione supera Brad Daugherty, diventando leader all-time per rimbalzi difensivi catturanti con la maglia dei Cavs. Successivamente supera anche Hakeem Olajuwon, Elvin Hayes, Moses Malone e Shaquille O'Neal rispettivamente al decimo, al nono, all'ottavo e al settimo posto nella lista dei migliori marcatori della storia NBA e diventa il più giovane a segnare 27 000 e 28 000 punti nella storia NBA. Nel mese di dicembre diventa l'unico giocatore della storia NBA con almeno 27 000 punti, 7000 assist e 7000 rimbalzi in carriera. Viene poi nominato per la tredicesima volta consecutiva all'All Star Game e raggiunge i 20 000 punti con la maglia dei Cavs (primo giocatore della franchigia a riuscirci e quarto della storia). Nel mese di febbraio fa registrare 17 assist nella partita con gli Washington Wizards, nuovo massimo in carriera, che gli permettono di superare Lenny Wilkens al 13º posto nella lista dei migliori passatori all-time. Nella stessa partita diventa inoltre il primo giocatore nella storia NBA a essere nella top 20 per punti, assist e recuperi (superando Magic Johnson al 20º posto della classifica all-time di quest'ultimi). Per la prima volta nella sua carriera, inoltre, raggiunge la doppia cifra in triple-doppie realizzate in stagione, realizzandone 13.
Finisce la stagione giocando 74 partite con le medie di 26,4 punti, 8,6 rimbalzi e 8,7 assist (questi ultimi due massimo in carriera), il 55% dal campo e il 36% da tre, diventando l'unico giocatore a tenere almeno 25 punti di media per 13 stagioni consecutive e portando i Cavs al secondo posto della Eastern Conference. Finisce poi quarto nella corsa al premio di MVP, vinto da Russell Westbrook.
Nei Playoff infrange numerosi record. In gara 3 contro i Pacers al primo turno diventa il secondo giocatore dopo Oscar Robertson a realizzare almeno due triple doppie da 40 punti nei Playoff, e realizza il suo massimo in punti segnati o assistiti (73), mentre il 25 maggio, nella quinta partita valevole per le finali della Eastern Conference, con una prestazione da 35 punti diviene il migliore marcatore nella storia dei playoff, superando Michael Jordan e successivamente Manu Ginobili al terzo posto per triple segnate. Dopo aver battuto gli Indiana Pacers e i Toronto Raptors per 4-0 e i Boston Celtics per 4-1, i Cleveland Cavaliers accedono alle Finals per affrontare per la terza volta consecutiva i Golden State Warriors (mai successo prima nella storia NBA): è l'ottava finale raggiunta da James in carriera, nonché la settima di fila, che lo rende anche l'unico giocatore ad aver raggiunto le Finals quattro volte con due squadre diverse. James disputa ancora una volta delle Finals eccellenti, diventando l'unico giocatore nella storia dell'NBA a chiuderle con una tripla-doppia di media. Ciononostante, Golden State, guidata dal nuovo arrivato Kevin Durant, chiude la serie sul 4-1, infliggendo a James la sua quinta sconfitta nella serie per il titolo. Nel corso delle Finals 2017, James è diventato l'unico giocatore a segnare 6000 punti nei Playoff, il secondo per triple segnate (superando Reggie Miller) e il primo per rimbalzi difensivi catturati nella postseason (superando Tim Duncan); inoltre, James ha superato rispettivamente Magic Johnson per triple-doppie realizzate (toccando quota 9 e stabilendo un nuovo record) e Michael Jordan per punti segnati nelle finali NBA (salendo al terzo posto).

#### L'addio di Irving e l'ottava finale consecutiva (2017-2018)

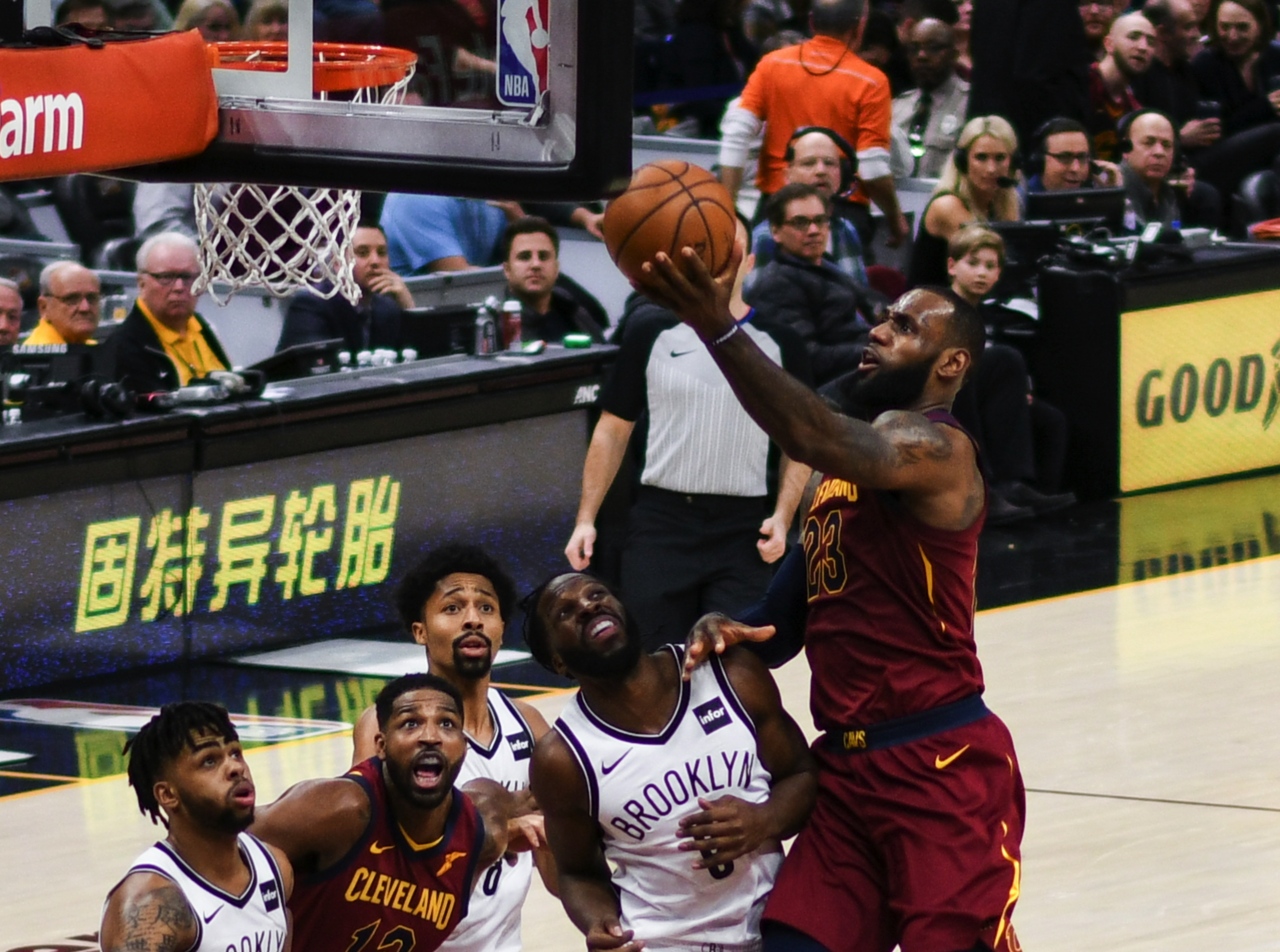
Mentre effettua un layup contro i Brooklyn Nets

Nella off-season i Cavs si vedono costretti a cedere Kyrie Irving ai Boston Celtics, in cambio di Isaiah Thomas, Jae Crowder, Ante Žižić e una seconda scelta nel Draft 2020. La stagione si rivela molto complessa per i Cavaliers, soprattutto a seguito del rientro a gennaio di Thomas, i cui problemi di alchimia con James sembrano chiari dall'inizio. La dirigenza dei Cavs decide di rivoluzionare il roster a febbraio, cedendo lo stesso Thomas e Crowder e acquistando George Hill, Rodney Hood, Jordan Clarkson e Larry Nance. La squadra migliora soprattutto difensivamente, terminando al quarto posto nella Eastern Conference. James disputa nuovamente una regular season eccellente: gioca tutte e 82 le partite per la prima volta nella sua carriera, mantiene le medie di 27,5 punti, 8,6 rimbalzi e 9,1 assist a partita, arriva secondo nella corsa al premio di MVP e viene nominato per la dodicesima volta consecutiva nel First Team All-NBA (battendo il record di Kobe Bryant e Karl Malone). Vince inoltre il premio di MVP dell'All Star Game per la terza volta in carriera (dopo esser stato convocato alla manifestazione per la quattordicesima volta consecutiva come titolare, infrangendo il record di Bob Cousy), diventa il più giovane giocatore di sempre a raggiungere 30 000 punti in carriera e l'unico con almeno 30 000 punti, 8000 rimbalzi e 8000 assist, realizza il suo career-high in punti con la maglia dei Cavs (57 contro i Washington Wizards) e in assist (19 contro gli Atlanta Hawks), supera Larry Bird al sesto posto per numero di triple-doppie in carriera (60 al tempo) e successivamente Michael Jordan per numero di partite consecutive di regular season con almeno 10 punti a referto (867 al tempo del record).
Durante i Playoff diventa primo per palle recuperate, superando Scottie Pippen, nonché sesto per rimbalzi catturati nella postseason, superando Karl Malone. I Cavs superano con difficoltà i Pacers in 7 gare, mentre spazzano via i Raptors in 4. In Finale di Conference i giovani Celtics, guidati dal rookie Jayson Tatum ma privi di Irving per un infortunio al ginocchio, si rivelano un duro ostacolo per i Cavs, che grazie alle prestazioni di James in gara 6 e 7 riescono comunque a raggiungere la loro quarta finale consecutiva (ancora contro Golden State), l'ottava per James. Con i 35 punti segnati proprio contro Boston in gara 7, James diventa il giocatore con più gare 7 da 30 o più punti nella storia dei Playoffs. Nelle Finali Cleveland viene sconfitta in quattro gare, nonostante James mantenga di media 34 punti, 10 assist e 8,5 rimbalzi. James realizza in gara 1 il suo massimo in carriera ai Playoff con 51 punti, diventando l'unico giocatore nella storia delle Finals a segnare almeno 50 punti a uscire sconfitto dalla partita. Supera poi Kareem Abdul-Jabbar al secondo posto per punti segnati nelle Finals, Michael Jordan al primo posto per partite da almeno 30 punti nei Playoffs e nuovamente Kareem Abdul-Jabbar al quarto posto per partite di Playoffs giocate. Dopo gara 4 James dichiarerà di aver giocato le ultime tre partite della serie con un infortunio alla mano destra, a causa di un pugno scagliato contro una lavagnetta in spogliatoio dopo la sconfitta in gara 1.

### Los Angeles Lakers (2018-)
Il 30 giugno 2018 esce dal suo contratto con i Cavaliers per testare la free agency. Il 2 luglio 2018, dopo appena 24 ore dall'apertura del mercato, e dopo aver ascoltato le proposte di Cavaliers e Los Angeles Lakers, decide di lasciare la squadra dell'Ohio per accasarsi nella città degli angeli, firmando un contratto quadriennale di 154 milioni di dollari.

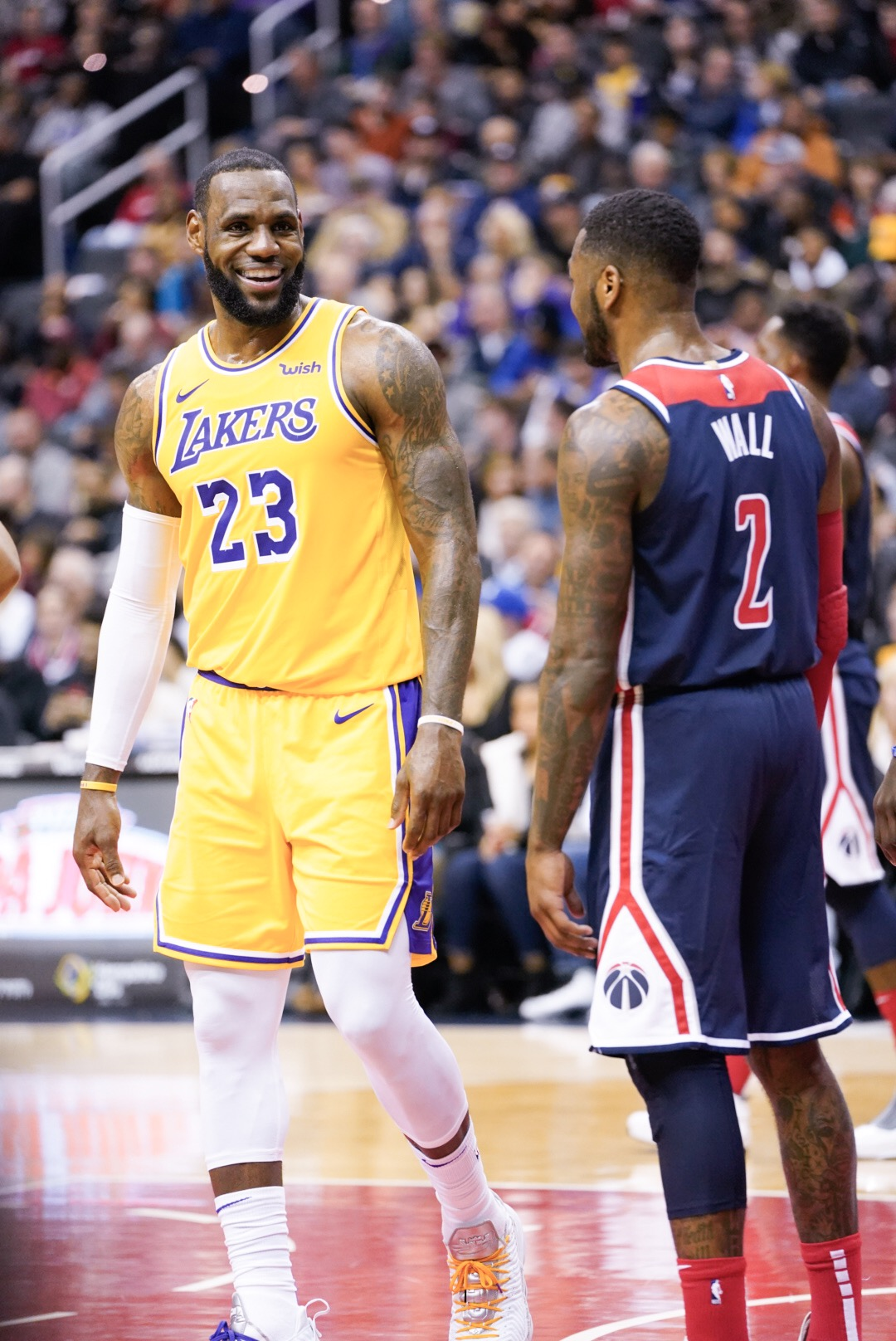
James nel 2018 con John Wall dei Washington Wizards

#### L'esclusione dai Playoff (2018-2019)
La stagione si rivela estremamente complicata, a causa di infortuni e problemi di alchimia (specialmente dopo i rumor su un possibile arrivo di Anthony Davis). I Lakers non riescono a qualificarsi ai playoff per la sesta stagione consecutiva, mentre James interrompe la sua striscia di quattordici partecipazioni consecutive alla postseason e di otto alle Finals. Durante la stagione, nella quale tiene le ottime medie di 27,4 punti, 8,5 rimbalzi e 8,3 assist, viene scelto come titolare per la quindicesima volta consecutiva e come capitano, insieme a Giannīs Antetokounmpo, per l'All Star Game di Charlotte, oltre a essere incluso nel terzo quintetto All-NBA. James infrange nuovamente numerosi record. Supera Dirk Nowitzki, Wilt Chamberlain e Michael Jordan nella classifica all-time per punti segnati nella NBA (diventando il quarto miglior realizzatore di sempre), e Kobe Bryant per canestri segnati in carriera, diventa il più giovane di sempre a raggiungere i 32 000 punti segnati in carriera l'unico giocatore nella top-10 di sempre in punti e assist, il quinto di sempre a realizzare almeno 50 punti con tre squadre diverse e, con il compagno Lonzo Ball, solamente la nona coppia nella storia NBA a realizzare una tripla-doppia nella stessa partita (la seconda coppia di giocatori dei Lakers dopo Magic Johnson e Kareem Abdul-Jabbar nel 1982).

#### L'arrivo di Anthony Davis e il quarto titolo (2019-2020)
Galvanizzati dall'arrivo nell'offseason di Anthony Davis e di veterani del calibro di Danny Green e Avery Bradley, i Lakers disputano una stagione regolare di assoluto livello, chiusa al primo posto nella Western Conference. James disputa l'ennesima eccellente stagione, guidando per la prima volta l'intera lega in assist a partita (grazie soprattutto all'immediata intesa con Davis), e chiudendo con 25,3 punti (16ª stagione consecutiva con almeno 25 punti di media), 7,8 rimbalzi e 10,2 assist a partita, con il 49,3% dal campo, venendo nominato nel primo quintetto All-NBA della stagione (16ª selezione in un All-NBA team, massimo nella storia) e finendo al secondo posto nella corsa al premio di MVP (dietro a Giannis Antetokounmpo). Durante la stagione James supera Jerry West al settimo posto per tiri liberi realizzati in carriera, diventa l'unico giocatore della storia NBA ad aver realizzato una tripla-doppia contro ogni squadra della lega e il più giovane giocatore di sempre a raggiungere i 33 000 e i 34 000 punti realizzati in carriera. A dicembre viene nominato dall'Associated Press atleta maschile del decennio, battendo campioni del calibro di Lionel Messi, Michael Phelps e Tom Brady. Il 25 gennaio supera Kobe Bryant al terzo posto nella classifica dei migliori marcatori di sempre, un giorno prima della tragica morte dello stesso Bryant. James viene inoltre nominato capitano, insieme a Giannīs Antetokounmpo, dell'All Star Game per la terza volta consecutiva, diventando inoltre il giocatore con più presenze da titolare nella partita delle stelle (16).
Al primo turno dei Playoff i Lakers incontrano i Portland Trail Blazers di Damian Lillard. In gara 1, nonostante la sconfitta, James realizza 23 punti, 17 rimbalzi e 16 assist, diventando il primo giocatore della storia a realizzare almeno 20 punti, 15 rimbalzi e 15 assist in una partita di postseason. Dopo un'agevole vittoria in gara 2, i Lakers si confermano in gara 3, dove James, grazie alle quattro triple realizzate, supera Klay Thompson al terzo posto per triple realizzate nella storia dei Playoff. Grazie alla vittoria, James scavalca inoltre Tim Duncan al secondo posto per vittorie nella postseason. I Lakers si impongono anche in gara 4, dove James, grazie ai 30 punti realizzati, diventa il primo giocatore nella storia a superare la soglia dei 7000 punti segnati nella postseason. I Lakers chiudono la pratica in gara 5, dove James (36 punti) e Anthony Davis (43) diventano la prima coppia nella storia dei Playoff a segnare entrambi almeno 35 punti entrambi con il 70% dal campo. Al secondo turno i Lakers si trovano di fronte gli Houston Rockets degli All-Star James Harden e Russell Westbrook. Dopo la sconfitta di gara 1, i gialloviola tornano alla vittoria in gara 2, dove James sale al secondo posto per triple realizzate nella storia dei Playoff (superando Ray Allen), e al primo per vittorie nella storia della postseason, pareggiando il record di Derek Fisher. Con la vittoria in gara 3, James supera definitivamente Fisher, diventando quindi leader assoluto per vittorie ai Playoff (162). I Lakers chiudono la pratica in cinque partite, avanzando alle Finali di Conference, dove trovano di fronte i Denver Nuggets di Jamal Murray e Nikola Jokić. Los Angeles chiude la serie in cinque gare, avanzando per la prima volta dal 2010 alle Finali. James raggiunge la decima finale in carriera (la nona in dieci anni), quarto giocatore di sempre a fare ciò (dopo Kareem Abdul-Jabbar, Sam Jones e Bill Russell). Nell'ultimo atto i Lakers trovano di fronte i Miami Heat, l'ex squadra di James, guidati da Jimmy Butler e Bam Adebayo. Nella larga vittoria di gara 1 (50ª gara di finale per James, uno dei sette giocatori nella storia a riuscirci), James e Anthony Davis diventano la prima coppia di giocatori dei Lakers dal 2004 (quando ci riuscirono Kobe Bryant e Shaquille O'Neal) a realizzare almeno 25 punti a testa (25 e 34, rispettivamente) in una gara di finale. James supera inoltre Michael Jordan e Elgin Baylor al quinto posto per tiri liberi segnati nelle Finali NBA. Los Angeles si ripete in gara 2, dove James supera Magic Johnson al sesto posto per partite giocate nelle Finals e Kareem Abdul-Jabbar al quarto posto per rimbalzi catturati. Nella sconfitta di gara 3, James supera John Stockton al secondo posto per assist nella storia dei Playoff. I Lakers tornano alla vittoria in gara 4, arrendendosi però a Miami in gara 5, dopo una gara all'ultimo respiro, nonostante i 40 punti, 13 rimbalzi e 7 assist di James. I Lakers chiudono la pratica in gara 6, vincendo il loro 17º titolo, il quarto per James, che viene anche nominato MVP delle Finali (sempre per la quarta volta in carriera). James diventa così il primo giocatore della storia a vincere il premio di MVP delle Finali con tre squadre diverse, e supera Derek Fisher al primo posto per partite disputate nella storia dei Playoff.

#### Infortuni e uscita al primo turno (2020-2021)
A causa di un infortunio alla caviglia procuratogli da Solomon Hill, James è costretto a saltare 27 partite, massimo in carriera in una singola stagione. I Lakers chiudono al settimo posto nella Western Conference, qualificandosi per il play-in. James disputa comunque una stagione di alto livello, chiudendo con 25 punti, 7,7 rimbalzi e 7,8 assist di media a partita con il 51% dal campo e infrangendo nuovamente numerosi record. Ad inizio stagione James diventa il primo giocatore della storia NBA a segnare almeno 10 punti in 1000 partite consecutive, superando inoltre Derek Fisher all'ottavo posto per maggior numero di vittorie e Wilt Chamberlain al terzo posto per maggior numero di tiri segnati in carriera. James diventa inoltre il terzo giocatore di sempre (dopo Kareem Abdul-Jabbar e Karl Malone), e il più giovane, a raggiungere 35.000 punti in carriera. Viene poi eletto, per il quarto anno di fila, capitano, insieme a Kevin Durant, dell'All Star Game, la sua diciassettesima partecipazione consecutiva da titolare (massimo nella storia) nella partita delle stelle.
Nel play in, mini-torneo necessario per accedere ai Playoff, i Lakers affrontano i Golden State Warriors. Al termine di una partita tirata, chiusa con 22 punti, 11 rimbalzi e 10 assist, James si rende protagonista del canestro da tre che sancisce la vittoria dei gialloviola e permette ai Lakers di accedere al tabellone come settima testa di serie. I Lakers si trovano di fronte i Phoenix Suns, detentori del secondo miglior record nella Western Conference. Dopo aver ribaltato il fattore campo ed esser passati in vantaggio per 2-1 nella serie, Anthony Davis rimedia un infortunio in gara 4, che lo costringe ai box in gara 5 e per tre quarti di gara 6. I Lakers perdono le successive 3 partite, uscendo al primo turno, la prima volta in carriera per LeBron James.

#### Stagione 2021-2022
Il 13 dicembre, con 30 punti, 11 rimbalzi e 10 assist nella vittoria contro gli Orlando Magic, diventa il più vecchio giocatore di sempre a realizzare una tripla doppia con almeno 30 punti, superando, all'età di 36 anni e 347 giorni, il precedente record di Kobe Bryant (36 anni e 99 giorni). Il 25 dicembre, grazie ai 39 punti realizzati contro i Brooklyn Nets, diventa il miglior realizzatore del Christmas Day nella storia NBA, superando anche in questo caso il precedente record di Bryant. Il 28 dicembre, a 36 anni e 363 giorni, diventa il terzo giocatore (dopo Kareem Abdul-Jabbar e Karl Malone) a raggiungere i 36 000 punti in carriera. Nella stessa partita diventa anche il primo giocatore di sempre a segnare almeno 30 punti in cinque partite consecutive dopo aver compiuto 36 anni. Il 9 gennaio, nella sconfitta contro Memphis, supera Oscar Robertson al settimo posto della classifica dei migliori assistmen di sempre, mentre il 13 febbraio 2022, James supera Kareem Abdul-Jabbar per punti complessivi segnati tra regular season e playoffs con 44.157 punti, dopo la prestazione da 27 punti nella sconfitta con i Golden State Warriors. Il 14 marzo diventa invece il primo giocatore della storia con almeno 30000 punti, 10000 rimbalzi e 10000 assist in carriera.

#### Stagione 2022-2023
L'8 febbraio durante la partita di regular season contro gli Oklahoma City Thunder, grazie ai suoi 38 punti diventa il giocatore con più punti della storia dell'NBA superando Kareem Abdul-Jabbar e fissando la soglia dei punti realizzati nella stagione regolare a 38 390 al termine della suddetta gara. Il 24 aprile, durante gara 4 valida per il primo turno dei playoff della Western Conference contro i Memphis Grizzlies, realizza (con 6.7 secondi da giocare) il tiro che porta la gara all'overtime, poi vinta dai Lakers. Inoltre in questa partita diviene a 38 anni e 115 giorni il giocatore più anziano nella storia della NBA a far registrare una partita nei playoff da almeno 20 punti e 20 rimbalzi (22 punti e 20 rimbalzi il conteggio finale, a cui aggiunge 7 assist e 2 stoppate) infrangendo il record di Wilt Chamberlain che aveva realizzato una prestazione simile a 36 anni e 262 giorni, e il primo giocatore dei Lakers dal 2004, quando l'ultimo a realizzare una performance di questo tipo fu Shaquille O'Neal.
Inoltre, grazie alle serie vinte contro i Memphis Grizzlies e contro i Golden State Warriors raggiunge per la dodicesima volta in carriera le finali di conference (poi perse contro i Denver Nuggets, futuri campioni NBA) e infrange il record per serie vinte da un giocatore nella post-season raggiungendo quota 41 (il precedente primato era detenuto da Derek Fisher con 40).

#### Stagione 2023-2024
Il 15 novembre nel corso della partita di regular season persa 125-110 contro i Sacramento Kings realizza, a 38 anni e 320 giorni, la sua 108^ tripla doppia personale nella lega chiudendo con 28 punti, 10 rimbalzi e 11 assist, e rendendolo il secondo giocatore più anziano a realizzarne una (primato che appartiene a Karl Malone che il 28 novembre 2003 a 40 anni e 127 giorni ha totalizzato 10 punti, 11 rimbalzi e 10 assist nel match contro i San Antonio Spurs). Il 21 novembre, grazie ai 17 punti messi a segno nella vittoria contro gli Utah Jazz, diventa il primo giocatore nella storia della NBA a realizzare 39.000 punti nella stagione regolare. Il 5 dicembre, nella gara vittoriosa contro i Phoenix Suns, diventa il primo Laker dal 1987 a chiudere con almeno 30 punti, 10 assist, 5 rimbalzi e 5 recuperi (l'ultimo a realizzare una statline di questo tipo fu Magic Johnson) e il primo giocatore gialloviola a realizzare almeno 20 punti, 10 assist e 5 palle recuperate dal 2004, quando a ottenere cifre simili fu invece Kobe Bryant. Diventa inoltre il più anziano nella storia della NBA a chiudere una partita con almeno 30 punti, 10 assist e 5 rubate. L'8 dicembre diventa l'unico giocatore nella storia NBA a realizzare almeno 30 punti, 5 assist e 5 rimbalzi in meno di 23 minuti di gioco, grazie al quale i Lakers superano i New Orleans Pelicans e accedono alla finale del primo NBA In-Season Tournament 2023 (noto anche come NBA Cup) della storia, il nuovo torneo giocato nel corso della stagione regolare. Nella finale del torneo, giocatasi il 9 dicembre, realizza una doppia doppia da 24 punti e 11 rimbalzi che aiutano i Lakers a battere gli Indiana Pacers e a conquistare il trofeo, rimanendo imbattuti in tutto il torneo con un record totale di 7 vittorie e 0 sconfitte. Al termine della partita LeBron James viene decretato come MVP della competizione, chiudendo con le medie di 26,4 punti, 8,0 rimbalzi e 7,0 assist, tirando con il 56,8% dal campo e il 60,6% da tre punti. Il 2 marzo, nel corso della partita contro i Denver Nuggets (persa 124-114), diventa il primo giocatore nella storia della NBA a tagliare il traguardo dei 40mila punti segnati durante la stagione regolare (chiude la partita con 26 punti, 4 rimbalzi, 9 assist e 3 palle rubate).

#### Stagione 2024-2025
Il 22 ottobre 2024 James comincia la sua 22ª stagione in NBA (record condiviso con Vince Carter) e all'esordio stagionale vittorioso contro i Minnesota Timberwolves, a 4 minuti esatti dalla fine del secondo quarto fa il suo ingresso in campo insieme al figlio Bronny, selezionato con la scelta numero 55 dai Lakers al Draft NBA 2024 e al debutto assoluto nella lega, rendendo la coppia padre-figlio come la prima a giocare insieme in un incontro NBA. Il 26 ottobre realizza la sua 113^ tripla doppia nella vittoria contro i Sacramento Kings grazie a un 4° quarto da 16 punti, 5 rimbalzi e 6 assist e il 100% dal campo, rendendolo l'unico giocatore nella storia a realizzare tali statistiche in un solo periodo di gioco. Il 1º dicembre diventa, insieme ad Abdul-Jabbar, uno dei due soli giocatori con almeno 15.000 canestri dal campo segnati in carriera. Il 3 gennaio 2025 supera Michael Jordan per maggior numero di partite da almeno 30 punti e il 6 febbraio diventa il più anziano nella storia a segnare almeno 40 punti in una gara. Nei playoff viene eliminato al primo turno dai Timberwolves dopo aver superato Wilt Chamberlain per numero di doppie doppie nella post-season e aver subito una distorsione al ginocchio sinistro in gara 5.

### Nazionale

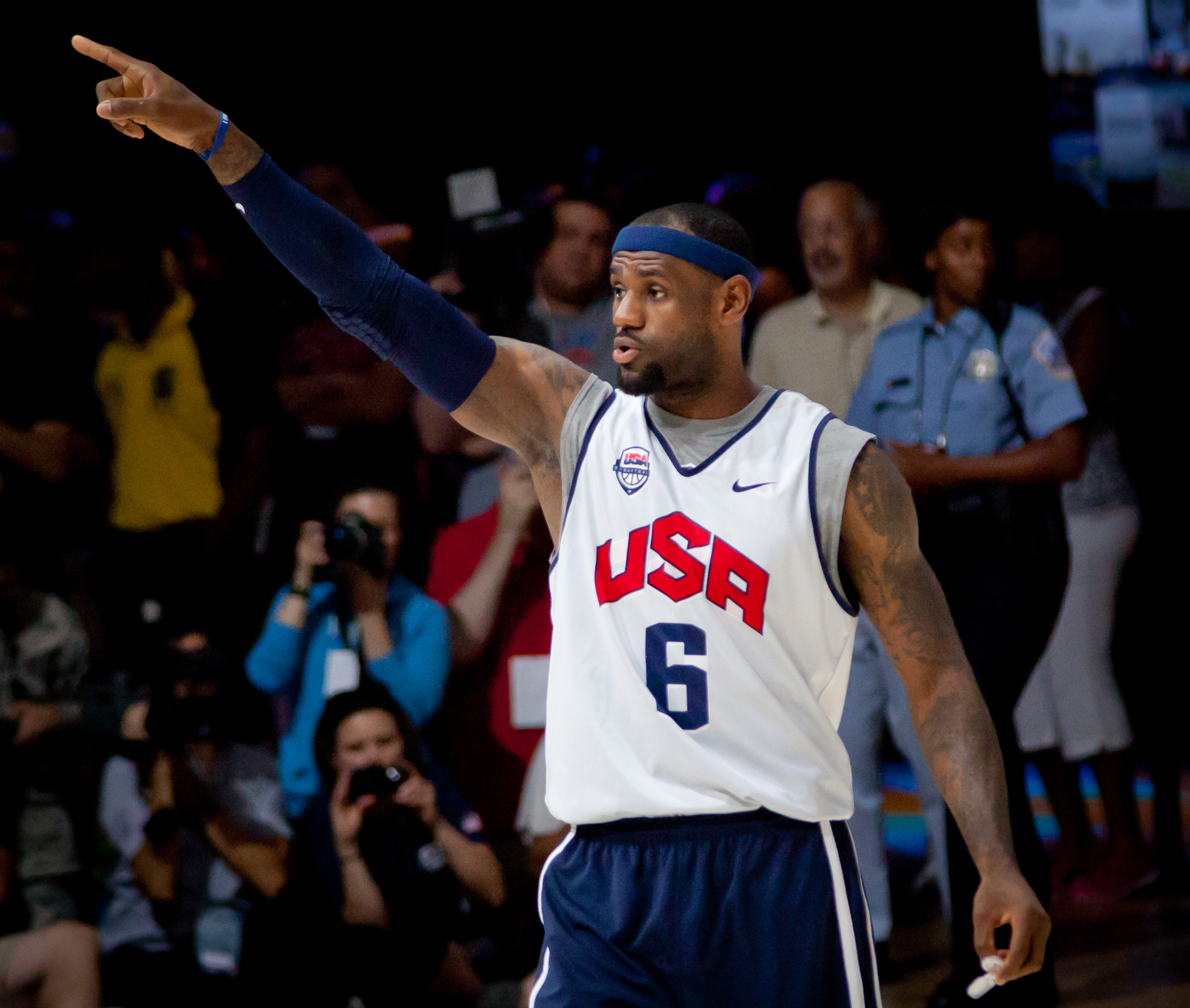
James con la casacca da allenamento del Team USA ai Giochi della XXX Olimpiade

James ha partecipato ai Giochi olimpici di Atene 2004 con la Nazionale statunitense: ha vinto la medaglia di bronzo, piazzandosi alle spalle di Argentina e Italia. Nel 2006 ha partecipato anche ai Mondiali in Giappone, conclusi ancora al terzo posto dietro Spagna e Grecia.
Ai Giochi della XXIX Olimpiade di Pechino James vince l'oro olimpico, grazie al successo in finale sulla Spagna. Viene inserito nel team che disputa i Giochi della XXX Olimpiade a Londra nel 2012 in cui ripeterà le prestazioni di quattro anni prima vincendo per la seconda volta di fila l'oro olimpico.
Diventa il primo giocatore statunitense a realizzare una tripla doppia in una partita dell'Olimpiade (12 punti, 14 rimbalzi e 11 assist nei quarti di finale contro l'Australia).
Vincendo i Giochi della XXX Olimpiade, diviene il secondo giocatore, dopo Michael Jordan, a vincere nello stesso anno l'anello NBA, il titolo di MVP della regular season e un oro alle Olimpiadi.
Dopo la vittoria del titolo coi Cavs ha annunciato la sua assenza alle Olimpiadi di Rio per riposarsi.
Il 1º aprile 2019 invece ha reso noto che non avrebbe preso parte ai Mondiali in Cina per girare Space Jam: New Legends.
Nel 2024 fa ritorno in nazionale dopo 12 anni di assenza per disputare le Olimpiadi di Parigi. Nell'occasione è stato pure il portabandiera degli Stati Uniti, diventando il primo cestista a riuscirci. In semifinale contro la Serbia firma la sua seconda tripla doppia olimpica, primato assoluto. Gli Stati Uniti vincono l’oro battendo la Francia in finale e LeBron viene nominato MVP del torneo, chiudendo con 14,2 punti, 6,8 rimbalzi e 8,5 assist di media.

## Statistiche
| † | Denota le stagioni in cui ha vinto il titolo |
| * | Primo nella lega                             |
| * | Record                                       |

### NBA

#### Regular Season
| Anno       | Squadra             | PG    | PT     | MP    | TC%  | 3P%  | TL%  | RP  | AP    | PRP | SP  | PP    |
| ---------- | ------------------- | ----- | ------ | ----- | ---- | ---- | ---- | --- | ----- | --- | --- | ----- |
| 2003-2004  | Cleveland Cavaliers | 79    | 79     | 39,5  | 41,7 | 29,0 | 75,4 | 5,5 | 5,9   | 1,6 | 0,7 | 20,9  |
| 2004-2005  | Cleveland Cavaliers | 80    | 80     | 42,4* | 47,2 | 35,1 | 75,0 | 7,4 | 7,2   | 2,2 | 0,7 | 27,2  |
| 2005-2006  | Cleveland Cavaliers | 79    | 79     | 42,5  | 48,0 | 33,5 | 73,8 | 7,0 | 6,6   | 1,6 | 0,8 | 31,4  |
| 2006-2007  | Cleveland Cavaliers | 78    | 78     | 40,9  | 47,6 | 31,9 | 69,8 | 6,7 | 6,0   | 1,6 | 0,7 | 27,3  |
| 2007-2008  | Cleveland Cavaliers | 75    | 74     | 40,4  | 48,4 | 31,5 | 71,2 | 7,9 | 7,2   | 1,8 | 1,1 | 30,0* |
| 2008-2009  | Cleveland Cavaliers | 81    | 81     | 37,7  | 48,9 | 34,4 | 78,0 | 7,6 | 7,2   | 1,7 | 1,1 | 28,4  |
| 2009-2010  | Cleveland Cavaliers | 76    | 76     | 39,0  | 50,3 | 33,3 | 76,7 | 7,3 | 8,6   | 1,6 | 1,0 | 29,7  |
| 2010-2011  | Miami Heat          | 79    | 79     | 38,8  | 51,0 | 33,0 | 75,9 | 7,5 | 7,0   | 1,6 | 0,6 | 26,7  |
| 2011-2012† | Miami Heat          | 62    | 62     | 37,5  | 53,1 | 36,2 | 77,1 | 7,9 | 6,2   | 1,9 | 0,8 | 27,1  |
| 2012-2013† | Miami Heat          | 76    | 76     | 37,9  | 56,5 | 40,6 | 75,3 | 8,0 | 7,3   | 1,7 | 0,9 | 26,8  |
| 2013-2014  | Miami Heat          | 77    | 77     | 37,7  | 56,7 | 37,9 | 75,0 | 6,9 | 6,4   | 1,6 | 0,3 | 27,1  |
| 2014-2015  | Cleveland Cavaliers | 69    | 69     | 36,1  | 48,8 | 35,4 | 71,0 | 6,0 | 7,4   | 1,6 | 0,7 | 25,3  |
| 2015-2016† | Cleveland Cavaliers | 76    | 76     | 35,6  | 52,0 | 30,9 | 73,1 | 7,4 | 6,8   | 1,4 | 0,6 | 25,3  |
| 2016-2017  | Cleveland Cavaliers | 74    | 74     | 37,8* | 54,8 | 36,3 | 67,4 | 8,6 | 8,7   | 1,2 | 0,6 | 26,4  |
| 2017-2018  | Cleveland Cavaliers | 82    | 82     | 36,9* | 54,2 | 36,7 | 73,1 | 8,6 | 9,1   | 1,4 | 0,9 | 27,5  |
| 2018-2019  | L.A. Lakers         | 55    | 55     | 35,2  | 51,0 | 33,9 | 66,5 | 8,5 | 8,3   | 1,3 | 0,6 | 27,4  |
| 2019-2020† | L.A. Lakers         | 67    | 67     | 34,6  | 49,3 | 34,8 | 69,3 | 7,8 | 10,2* | 1,2 | 0,5 | 25,3  |
| 2020-2021  | L.A. Lakers         | 45    | 45     | 33,4  | 51,3 | 36,5 | 69,8 | 7,7 | 7,8   | 1,1 | 0,6 | 25,0  |
| 2021-2022  | L.A. Lakers         | 56    | 56     | 37,2  | 52,4 | 35,9 | 75,6 | 8,2 | 6,2   | 1,3 | 1,1 | 30,3  |
| 2022-2023  | L.A. Lakers         | 55    | 54     | 35,5  | 50,0 | 32,1 | 76,8 | 8,3 | 6,8   | 0,9 | 0,6 | 28,9  |
| 2023-2024  | L.A. Lakers         | 71    | 71     | 35,3  | 54,0 | 41,0 | 75,0 | 7,3 | 8,3   | 1,3 | 0,5 | 25,7  |
| 2024-2025  | L.A. Lakers         | 70    | 70     | 34,9  | 51,3 | 37,6 | 78,2 | 7,8 | 8,2   | 1,0 | 0,6 | 24,4  |
| Carriera   | Carriera            | 1.562 | 1.560* | 37,8  | 50,6 | 34,9 | 73,6 | 7,5 | 7,4   | 1,5 | 0,7 | 27,1  |
| All-Star   | All-Star            | 21*   | 20*    | 27,5  | 51,6 | 30,4 | 72,5 | 5,8 | 5,8   | 1,2 | 0,4 | 22,4  |

#### Play-off
| Anno     | Squadra             | PG   | PT   | MP    | TC%  | 3P%  | TL%  | RP   | AP   | PRP  | SP  | PP    |
| -------- | ------------------- | ---- | ---- | ----- | ---- | ---- | ---- | ---- | ---- | ---- | --- | ----- |
| 2006     | Cleveland Cavaliers | 13   | 13   | 46,5  | 47,6 | 33,3 | 73,7 | 8,1  | 5,8  | 1,4  | 0,7 | 30,8  |
| 2007     | Cleveland Cavaliers | 20*  | 20   | 44,7* | 41,6 | 28,0 | 75,5 | 8,1  | 8,0  | 1,7  | 0,5 | 25,1  |
| 2008     | Cleveland Cavaliers | 13   | 13   | 42,5  | 41,1 | 25,7 | 73,1 | 7,8  | 7,6  | 1,8  | 1,3 | 28,2  |
| 2009     | Cleveland Cavaliers | 14   | 14   | 41,4  | 51,0 | 33,3 | 74,9 | 9,1  | 7,3  | 1,6  | 0,9 | 35,3* |
| 2010     | Cleveland Cavaliers | 11   | 11   | 41,8  | 50,2 | 40,0 | 73,3 | 9,3  | 7,6  | 1,7  | 1,8 | 29,1  |
| 2011     | Miami Heat          | 21*  | 21   | 43,9* | 46,6 | 35,3 | 76,3 | 8,4  | 5,9  | 1,7  | 1,2 | 23,7  |
| 2012†    | Miami Heat          | 23   | 23   | 42,7* | 50,0 | 25,9 | 73,9 | 9,7  | 5,6  | 1,8  | 0,7 | 30,3* |
| 2013†    | Miami Heat          | 23*  | 23   | 41,7  | 49,1 | 37,5 | 77,7 | 8,4  | 6,6  | 1,8  | 0,8 | 25,9  |
| 2014     | Miami Heat          | 20   | 20   | 38,2  | 56,5 | 40,7 | 80,6 | 7,1  | 4,8  | 1,8  | 0,6 | 27,4  |
| 2015     | Cleveland Cavaliers | 20   | 20   | 42,2  | 41,7 | 22,7 | 73,1 | 11,3 | 8,5  | 1,7  | 1,1 | 30,1  |
| 2016†    | Cleveland Cavaliers | 21   | 21   | 39,1  | 52,5 | 34,0 | 66,1 | 9,5  | 7,6  | 2,3  | 1,3 | 26,3  |
| 2017     | Cleveland Cavaliers | 18*  | 18   | 41,3  | 56,5 | 41,1 | 69,8 | 9,1  | 7,8  | 1,9  | 1,3 | 32,8  |
| 2018     | Cleveland Cavaliers | 22*  | 22   | 41,9* | 53,9 | 34,2 | 74,6 | 9,1  | 9,0  | 1,4  | 1,0 | 34,0* |
| 2020†    | L.A. Lakers         | 21*  | 21   | 36,3  | 56,0 | 37,0 | 72,0 | 10,8 | 8,8  | 1,2  | 0,9 | 27,6  |
| 2021     | L.A. Lakers         | 6    | 6    | 37,3  | 47,4 | 37,5 | 60,9 | 7,2  | 8,0  | 1,5  | 0,3 | 23,3  |
| 2023     | L.A. Lakers         | 16   | 16   | 38,7  | 49,8 | 26,4 | 76,1 | 9,9  | 6,5  | 1,1  | 1,1 | 24,5  |
| 2024     | L.A. Lakers         | 5    | 5    | 40,8  | 56,6 | 38,5 | 73,9 | 6,8  | 8,8* | 2,4* | 1,0 | 27,8  |
| 2025     | L.A. Lakers         | 5    | 5    | 40,8  | 48,9 | 35,7 | 77,5 | 9,0  | 5,6  | 2,0  | 1,8 | 25,4  |
| Carriera | Carriera            | 292* | 292* | 41,3  | 49,7 | 33,3 | 74,2 | 9,0  | 7,2  | 1,7  | 1,0 | 28,4  |

### Massimi in carriera
- Massimo di punti: 61 vs Charlotte Bobcats (3 marzo 2014)[242]
- Massimo di rimbalzi: 20 (2 volte)
- Massimo di assist: 19 (2 volte)
- Massimo di palle rubate: 7 vs Memphis Grizzlies (13 dicembre 2004)
- Massimo di stoppate: 5 (3 volte)
- Massimo di minuti giocati: 55 vs Memphis Grizzlies (29 novembre 2003)

## Palmarès

### Club

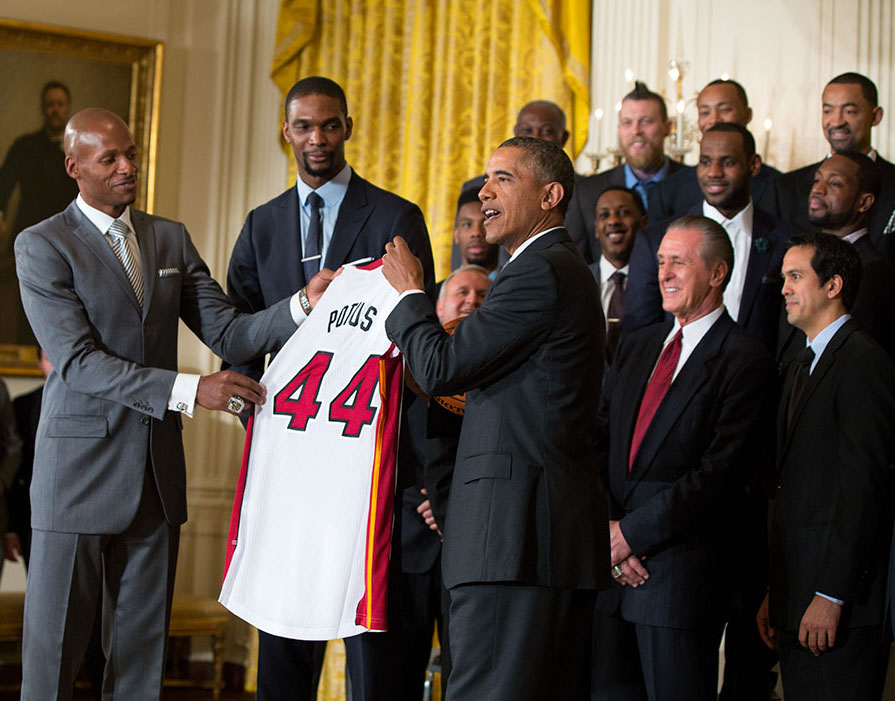
I Miami Heat con il presidente Barack Obama

- Campionato NBA: 4

Miami Heat: 2012, 2013
Cleveland Cavaliers: 2016
Los Angeles Lakers: 2020
- NBA In-Season Tournament: 1

Los Angeles Lakers: 2023

### Nazionale
- Oro olimpico: 3

Pechino 2008
Londra 2012
Parigi 2024
- Bronzo olimpico: 1

Atene 2004
- Bronzo mondiale: 1

Giappone 2006

### Individuale
- MVP delle finali: 4

2012, 2013, 2016, 2020
- MVP della regular season: 4

2009, 2010, 2012, 2013
- MVP dell'All-Star Game: 3

2006, 2008, 2018
- MVP della NBA In-Season Tournament: 1

2023
- MVP Giochi olimpici Parigi 2024
- FIBA Men's Olympics All-Star Five Parigi 2024
- Miglior marcatore della stagione: 1

2008
- Assist-leader della stagione: 1

2020
- Rookie dell'anno: 1

2004
- Prima scelta assoluta al Draft NBA 2003
- Squadre All-NBA: 21 (record)

First Team: 2006, 2008, 2009, 2010, 2011, 2012, 2013, 2014, 2015, 2016, 2017, 2018, 2020 (record)
Second Team: 2005, 2007, 2021, 2025
Third Team: 2019, 2022, 2023, 2024
- Squadre All-Defensive: 6

First Team: 2009, 2010, 2011, 2012, 2013
Second Team: 2014
- All-NBA In-Season Tournament Team

First Team: 2023
- Convocazioni per l'All-Star Game: 21 (record)

2005, 2006, 2007, 2008, 2009, 2010, 2011, 2012, 2013, 2014, 2015, 2016, 2017, 2018, 2019, 2020, 2021, 2022, 2023, 2024, 2025
- NBA All-Rookie First Team (2004)
- J. Walter Kennedy Citizenship Award (2017)
- McDonald's All American (2003)
- Atleta maschile dell'anno dell'Associated Press (2013, 2016, 2018, 2020)
- Atleta maschile del decennio dell'Associated Press (2010-2019)
- USA Basketball Migliore giocatore statunitense (2013)
- Best NBA Player ESPY Award (2007, 2009, 2012, 2013, 2016, 2017, 2018)
- Best Championship Performance ESPY Award (2012, 2013, 2015, 2016)
- Best Male Athlete ESPY Award (2012, 2013, 2016)
- Best breakthrough Athlete ESPY Award (2004)
- NBPA Players Voice Award - Player You Secretly Wish Was on Your Team (2015, 2016, 2017)
- NBPA Players Voice Award - Best Player on Social Media (2016)
- NBPA Players Voice Award - Global Impact Player (2017)
- Sports Illustrated Sportsperson of the Year (2012, 2016, 2020)
- TIME Athlete of the Year (2020)
- Inserito nel NBA 75th Anniversary Team

## Record

### Record assoluti
- Primo giocatore nella storia della NBA a realizzare 50.000 punti tra regular season e playoffs.[243]
- Miglior marcatore nella storia della NBA per punti complessivi in regular season e playoffs.[244]
- Miglior marcatore nella storia della NBA (regular season).
- Miglior marcatore nella storia dei playoff NBA.[137]
- Maggior numero di stagioni giocate di sempre in NBA (22) (record condiviso con Vince Carter)
- Giocatore di ruolo ala che ha distribuito più assist nella storia dell'NBA.[245]
- Miglior marcatore nella storia dell'NBA All-Star Game.[246]
- Uno dei quattro giocatori (insieme a Johnny McCarthy, Magic Johnson e Nikola Jokić) a realizzare una tripla doppia all'esordio nei playoff.[247]
- Giocatore con più premi di giocatore del mese in NBA.[247]
- Giocatore con più premi di giocatore della settimana in NBA.[247]
- Uno dei quattro giocatori a raggiungere almeno 10 Finali NBA in carriera (con Kareem Abdul-Jabbar, Sam Jones e Bill Russell).[194]
- Primo giocatore nella storia della NBA con almeno una tripla doppia in 3 finali NBA consecutive.[247]
- Unico giocatore della storia a concludere le Finals guidando entrambe le squadre in punti, assist, rimbalzi (2015) e a guidare entrambe le squadre in una serie di Playoff in punti, rimbalzi, assist, palle rubate e stoppate (Finals 2016).[247]
- Unico giocatore con almeno 20 punti, 15 rimbalzi e 15 assist in una partita di Playoff NBA.[184]
- Primo giocatore per numero di triple-doppie nelle NBA Finals (10).[140]
- Unico giocatore a concludere una Finale NBA in tripla doppia di media (nel 2017).[248]
- Giocatore con più vittorie consecutive al primo turno dei Playoff NBA dal 1984 in poi (21).[249]
- Uno dei due giocatori nella storia (insieme a Russell Westbrook) ad aver realizzato almeno una volta una tripla doppia contro ognuna delle 30 franchigie della NBA.[250]
- Unico giocatore nella top-10 NBA di sempre per punti segnati e assist distribuiti.
- Maggior numero di partite con almeno 25 punti nella storia NBA.[251]
- Maggior numero di partite con almeno 30 punti nella storia NBA.
- Maggior numero di selezioni in quintetti All-NBA (20).[174]
- Maggior numero di vittorie in carriera nei Playoff NBA (183).[192]
- Maggior numero di premi Atleta maschile dell'anno dell'Associated Press (4, al pari di Lance Armstrong e Tiger Woods).[252]
- Primo giocatore nella storia a segnare almeno 10 punti per 1.000 partite NBA consecutive.[253]
- Uno dei tre giocatori (insieme a Kareem Abdul-Jabbar e Karl Malone), e il più giovane, a raggiungere i 35.000 punti in carriera in NBA.[254]
- Primo per partecipazioni consecutive come titolare all'All Star Game (17).[255]
- Maggior numero di partite guidando la propria squadra in punti, rimbalzi, assist, palle rubate e stoppate nella storia NBA (Playoff inclusi).[256]
- Più vecchio giocatore di sempre (36 anni e 76 giorni) con due triple doppie consecutive.[257]
- Più vecchio giocatore di sempre a realizzare una tripla doppia con almeno 30 punti (36 anni e 347 giorni).[211]
- Maggior numero di punti realizzati nel Christmas Day nella storia NBA.[212]
- Unico giocatore della storia NBA con almeno 30 punti segnati in cinque partite consecutive dopo i 36 anni.
- Unico giocatore di sempre con almeno 10.000 punti, 10.000 rimbalzi e 10.000 assist in carriera.[217]
- Più vecchio giocatore di sempre (38 anni e 115 giorni) a registrare una prestazione da almeno 20 punti e 20 rimbalzi ai Playoff NBA.
- Primo giocatore per numero di serie vinte ai Playoff NBA (41).[219]
- Primo giocatore nella storia della NBA a realizzare 39.000 punti in regular season.[222]
- Primo giocatore nella storia della NBA a realizzare 40.000 punti in regular season.[223]
- Venticinquesimo miglior rimbalzista di sempre NBA
- Quarto per numero di assist di sempre NBA
- Sesto miglior giocatore per palle rubate di sempre NBA
- Giocatore con il maggior numero di minuti giocati nella storia dell'NBA (59.041)
- Secondo giocatore con il maggior numero di partite giocate nella storia dell'NBA (1.562)
- Secondo giocatore con il maggior numero di tiri dal campo realizzati nella storia dell'NBA (15.488)
- Giocatore con il maggior numero di tiri dal campo tentati nella storia dell'NBA (30.583)
- Secondo giocatore con il maggior numero di tiri liberi realizzati nella storia dell'NBA (8.649)
- Giocatore con il maggior numero di palle perse nella storia dell'NBA (5.471)
- Secondo giocatore con il maggior numero di triple doppie realizzate nei Playoff NBA (28)
- Giocatore con il maggior numero di palle rubate realizzate nei Playoff NBA (483)
- Giocatore con il maggior numero di tiri liberi realizzati nei Playoff NBA (1.836)
- Giocatore con il maggior numero di tiri dal campo realizzati nei Playoff NBA (2.928)

## Stipendio
| Stagione    | Squadra             | Salario ($) |
| ----------- | ------------------- | ----------- |
| 2003-2004   | Cleveland Cavaliers | 4 018 920   |
| 2004-2005   | Cleveland Cavaliers | 4 320 360   |
| 2005-2006   | Cleveland Cavaliers | 4 621 800   |
| 2006-2007   | Cleveland Cavaliers | 5 828 090   |
| 2007-2008   | Cleveland Cavaliers | 13 041 250  |
| 2008-2009   | Cleveland Cavaliers | 14 410 581  |
| 2009-2010   | Cleveland Cavaliers | 15 779 912  |
| 2010-2011   | Miami Heat          | 14 500 000  |
| 2011-2012 † | Miami Heat          | 16 022 500  |
| 2012-2013 † | Miami Heat          | 17 545 000  |
| 2013-2014   | Miami Heat          | 19 067 500  |
| 2014-2015   | Cleveland Cavaliers | 20 644 400  |
| 2015-2016 † | Cleveland Cavaliers | 22 971 000  |
| 2016-2017   | Cleveland Cavaliers | 30 963 450  |
| 2017-2018   | Cleveland Cavaliers | 33 285 709  |
| 2018-2019   | Los Angeles Lakers  | 35 654 150  |
| 2019-2020 † | Los Angeles Lakers  | 37 436 858  |
| 2020-2021   | Los Angeles Lakers  | 39 219 566  |
| 2021-2022   | Los Angeles Lakers  | 41 180 544  |
| 2022-2023   | Los Angeles Lakers  | 44 474 988  |
| 2023-2024   | Los Angeles Lakers  | 47 600 000  |
| 2024-2025   | Los Angeles Lakers  | 49 900 000  |
| 2025-2026   | Los Angeles Lakers  | 52 630 000  |

## Filmografia

### Attore
- Tutto in famiglia (My Wife and Kids) – serie TV, episodio 4x19 (2004)
- Entourage – serie TV, episodio 6x12 (2009)
- Un disastro di ragazza (Trainwreck), regia di Judd Apatow (2015)
- Space Jam: New Legends (Space Jam: A New Legacy), regia di Malcolm D. Lee (2021)
- House Party, regia di Calmatic (2023)

### Doppiatore
- I Simpson (The Simpsons) – serie animata, episodio 16x08 (2005)
- SpongeBob (SpongeBob SquarePants) – serie animata, episodio 6x23 (2009)
- Teen Titans Go! – serie animata, episodio 3x23 (2016)
- Smallfoot - Il mio amico delle nevi (Smallfoot), regia di Karey Kirkpatrick e Jason ReSig (2018)
- IF - Gli amici immaginari (IF), regia di John Krasinski (2024)

### Produttore
- Space Jam: New Legends (Space Jam: A New Legacy), regia di Malcolm D. Lee (2021)
- House Party, regia di Calmatic (2023)

## Doppiatori italiani
Nelle versioni in italiano delle opere in cui ha recitato, LeBron James è stato doppiato da:
- Andrea Mete ne Un disastro di ragazza[258]
- Gabriele Sabatini in Space Jam: New Legends[259]

Da doppiatore è sostituito da:
- Andrea Mete in Smallfoot - Il mio amico delle nevi[260]